# 44 Pułk Strzelców Legii Amerykańskiej

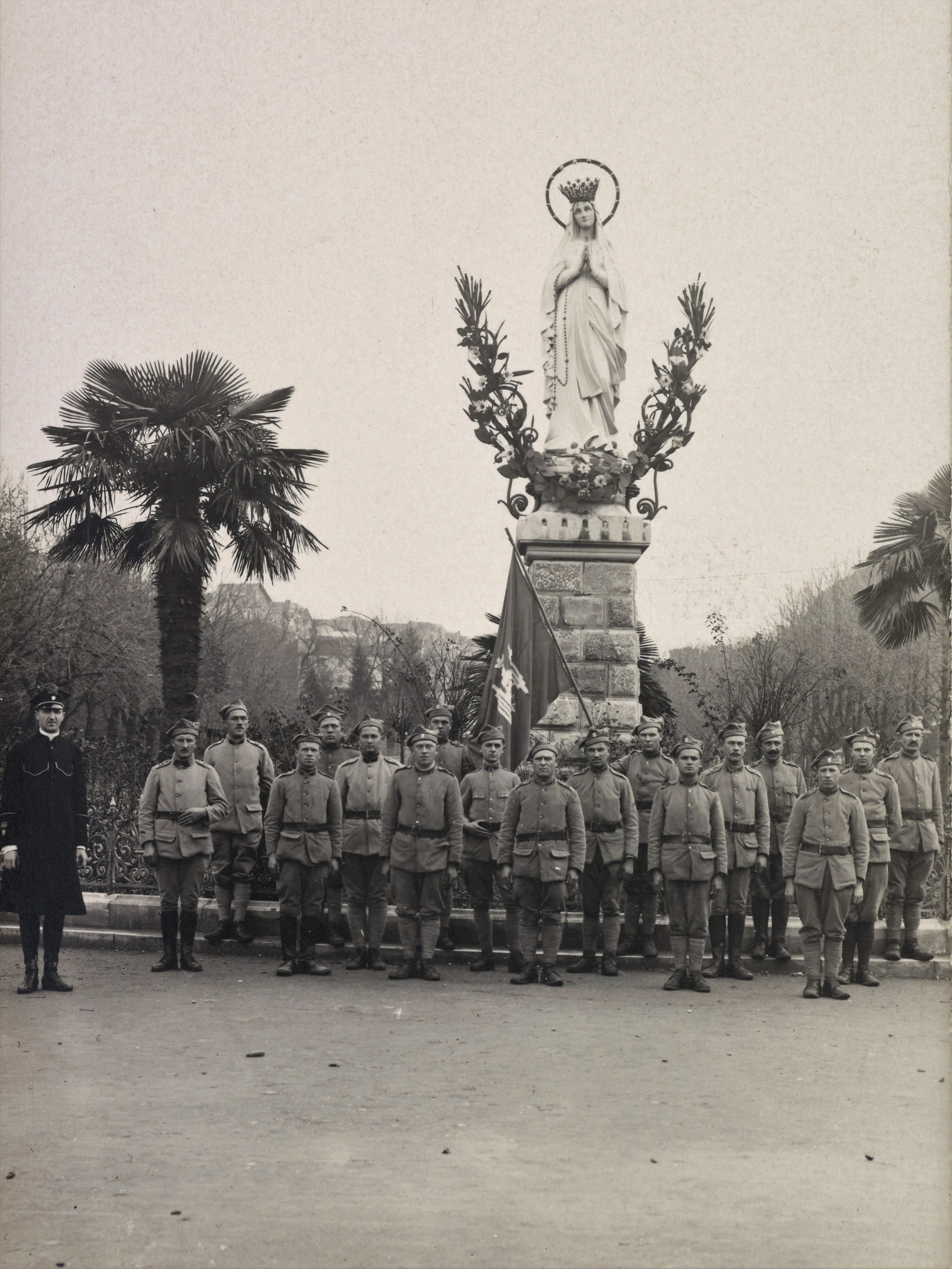
Ochotnicy do Armii Hallera ze Stanów Zjednoczonych i Kanady w drodze do Francji

44 Pułk Strzelców Legii Amerykańskiej (44 pp) – oddział piechoty Armii Polskiej we Francji i Wojska Polskiego w II Rzeczypospolitej.
Sformowany został w 1918 jako 2 pułk strzelców polskich 1 Dywizji Strzelców Polskich Armii Polskiej we Francji. Po powrocie do kraju oddział przemianowany został na 2 pułk strzelców pieszych, a po zjednoczeniu Błękitnej Armii z Wojskiem Polskim w kraju, na 44 pułk strzelców kresowych. Po wojnie z bolszewikami nazwę oddziału ustalono na 44 pułk piechoty Strzelców Kresowych, a w 1939 jednostka przemianowana została na 44 pułk strzelców Legii Amerykańskiej. 
W okresie międzywojennym pułk stacjonował w Równem i wchodził w skład 13 Kresowej Dywizji Piechoty. W 1939 wszedł w skład Korpusu Interwencyjnego, a po jego rozwiązaniu walczył w składzie macierzystej dywizji w obszarze działania Armii „Prusy”.

## Formowanie i zmiany organizacyjne
Po ogłoszeniu dekretu prezydenta Republiki Francuskiej, do obozu Sille le Guillaume zaczęli przybywać pierwsi oficerowie i szeregowi zwolnieni z armii francuskiej. Dołączyli do nich jeńcy – byli żołnierze państw zaborczych oraz ochotnicy z różnych krajów Europy. 7 lutego 1918 przybył do Mamers pierwszy transport Polaków z Ameryki. Z ochotników tych utworzono I i II batalion 2 pułku strzelców polskich. Już 16 lutego wydzielono z pułku I batalion, który stał się zalążkiem 3 pułku strzelców polskich. Drugi transport z USA przybył do Mayenne 29 lutego. Jego żołnierze utworzyli II batalion i pododdziały gospodarcze. Obsadą kolejnego transportu odtworzono I batalion i kompanię sztabową. Pułk został zorganizowany według etatu francuskiego pułku piechoty. 13 marca pułk liczył 66 oficerów, około 460 podoficerów i 2500 strzelców. Zewnętrznymi oznakami przynależności narodowej były czapki rogatywki, orzełki polskie na naramiennikach, a z czasem i orzełki na guzikach. Każdy oficer posiadał odznakę – orła jagiellońskiego. Z dniem 19 sierpnia pułk wszedł pod rozkazy dowódcy 1 Dywizji Strzelców Polskich Armii Polskiej we Francji. Dywizję polską wcielono do XX Korpusu, podporządkowując ją dowódcy 4 Armii, generałowi Gauroud.
Po powrocie do kraju oddział przemianowany został na 2 pułk strzelców pieszych. 1 września 1919, po zjednoczeniu Armii Polskiej we Francji z Wojskiem Polskim, przemianowany został na 44 pułk Strzelców Kresowych. Po wojnie z bolszewikami nazwę oddziału ustalono na 44 pułk piechoty Strzelców Kresowych. W 1939 jednostka przemianowana została na 44 pułk strzelców Legii Amerykańskiej.
W grudniu 1919 batalion zapasowy pułku stacjonował w Łucku.
| Obsada personalna pułku w 1920  | Obsada personalna pułku w 1920    | Obsada personalna pułku w 1920 |
| Stanowisko                      | Stopień, imię i nazwisko          | Czasokres                      |
| ------------------------------- | --------------------------------- | ------------------------------ |
| Dowódca pułku                   | czpo. mjr Grabiński               | był III 1918                   |
| Dowódca pułku                   | płk Ryszard Edward Berecki        | 3 IV -                         |
| Dowódca pułku                   | ppłk Antoni Szylling              |                                |
| Dowódca pułku                   | wz ppłk Wilhelm Lawicz-Liszka     | VII                            |
| Dowódca pułku                   | wz ppłk Stanisław Powroźnicki     | X                              |
| Adiutant                        | por. Stanisław Bobrowski          |                                |
| Oficer łączności                | p.o. plut. Józef Krupa            |                                |
| Oficer broni                    | ppor. Jan Błachowicz              |                                |
| Oficer gazowy                   | ppor. Antoni Poczobut             |                                |
| Lekarz                          | ppłk lek. Stefan Garczyński       |                                |
| Lekarz                          | por. lek. dr Henryk Kochanowicz   |                                |
| Oficer prowiantowy              | ppor. Antoni Librach              |                                |
| Referent oświatowy              | ppor. Jan Mazur                   |                                |
| Kapelan                         | ks. Antoni Wojdeszuk              | do 18 VII                      |
| Kapelan                         | ks. Jan Wielebiński               |                                |
| Oficer wywiadowczy              | por. Władysław Leśniak            |                                |
| Dowódca taborów pułku           | ppor. Witalis Olszewski           |                                |
| Dowódca I batalionu             | mjr. Grabiński                    | był III 1920                   |
| Dowódca I batalionu             | ppłk Wilhelm Lawicz-Liszka        |                                |
| Dowódca I batalionu             | kpt. Mikołaj Pieślak              |                                |
| Adiutant                        | ppor. Stanisław Michno            |                                |
| Oficer prowiantowy              | ppor. Jan Mazur                   |                                |
| Oficer gazowy                   | ppor. Majer Griffel               | do 27 VIII                     |
| Lekarz                          | por. lek. dr Włodzimierz Missiuro |                                |
| Oficer kasowy                   | ppor. Ferdynand Rudnicki          |                                |
| Dowódca 1 kompanii              | por. Michał Poźniak               | do 5 VI                        |
| Dowódca 1 kompanii              | ppor. Paweł Bilicki               |                                |
| Dowódca 1 kompanii              | ppor. Wacław Matuszek             | od 1IX                         |
| Dowódca plutonu                 | ppor. Stanisław Cychański         | do 1 VII                       |
| Dowódca plutonu                 | ppor. Majer Griffel               |                                |
| Dowódca 2 kompanii              | por. Kazimierz Mikuliński         |                                |
| Dowódca plutonu                 | ppor. Antoni Kozieradzki          |                                |
| Dowódca 3 kompanii              | por. Stanisław Solon              |                                |
| Dowódca plutonu                 | ppor. Wacław Matuszek             |                                |
| Dowódca 4 kompanii              | por. Władysław Kargol             |                                |
| Dowódca 4 kompanii              | por. Stanisław Łączkowski         |                                |
| Dowódca plutonu                 | por. Wawrzyniec Krzanowski        |                                |
| Dowódca 1 kompanii km           | kpt. Mikołaj Pieślak              |                                |
| Dowódca 1 kompanii km           | por. Kazimierz Dombrowski         |                                |
| Dowódca plutonu                 | por. Zygmunt Więckus              |                                |
| Dowódca II batalionu            | kpt. Rafał Zieleniewski           |                                |
| Adiutant                        | ppor. Wacław Mosiewicz            |                                |
| Oficer prowiantowy              | ppor. Aleksander Krajewski        |                                |
| Oficer gazowy                   | ppor. Józef Hapoński              |                                |
| Dowódca 5 kompanii              | por. Antoni Wiącek                |                                |
| Dowódca plutonu                 | pchor. Stanisław Świacki          |                                |
| Dowódca 6 kompanii              | por. Stanisław Sosień             |                                |
| Dowódca plutonu                 | ppor. Izaak Segal                 |                                |
| Dowódca plutonu                 | ppor. Zygmunt Zawilski            |                                |
| Dowódca 7 kompanii              | por. Jan Małachowski              |                                |
| Dowódca plutonu                 | ppor. Józef Węglicki              |                                |
| Dowódca 8 kompanii              | por. Tadeusz Kwaśniewski          |                                |
| Dowódca 8 kompanii              | por. Władysław Pawłowski          |                                |
| Dowódca plutonu                 | ppor. Kazimierz Laskowski         |                                |
| Dowódca 2 kompanii km           | por. Bronisław Brzeziński         |                                |
| Dowódca III batalionu           | kpt. Stanisław Bilmin             | ranny 10 IX                    |
| Adiutant                        | ppor. Michał Stankiewicz          |                                |
| Oficer prowiantowy              | ppor. Antoni Librach              |                                |
| Lekarz                          | ppor. lek. dr Emil Głowacki       |                                |
| Dowódca 9 kompanii              | por. Władysław Kargol             |                                |
| Dowódca plutonu                 | por. Roman Gutkowski              | ranny 17 VIII                  |
| Dowódca 10 kompanii             | por. Piotr Andruszkiewicz         |                                |
| Dowódca 11 kompanii             | por. Ludwik Grynkiewicz           | do 2 VIII                      |
| Dowódca 11 kompanii             | ppor. Tadeusz Śniechowski         | od 3 VIII                      |
| Dowódca plutonu                 | ppor. Stanisław Kawka             |                                |
| Dowódca plutonu                 | ppor. Michał Marszewski           |                                |
| Dowódca 12 kompanii             | por. Leon Gąsior                  |                                |
| Dowódca plutonu                 | ppor. Bronisław Czaczkowski       |                                |
| Dowódca 3 kompanii km           | por. Wincenty Pryba               | do 13 VIII                     |
| Dowódca 3 kompanii km           | por. Jan Baraniecki               |                                |
| Oficer baonu                    | ppor. Jan Haliński                | do 13 VIII                     |
| Dowódca kompanii technicznej    | por. Stanisław Sielawa            |                                |
| Dowódca 4 kompanii km           | por. Jan Seiler                   |                                |
| Dowódca oddziału dział piechoty | ppor. Paweł Bilicki               |                                |
| Oficer pułku                    | por. Stanisław Gierwatowski       |                                |
| Oficer pułku                    | por. Władysław Szwagiel           |                                |
| Oficer pułku                    | ppor. Stanisław Fabowski          | †18 VIII                       |
| Oficer pułku                    | pchor. Romuald Grister            | do 10 VIII                     |

## 2 psp w walkach na froncie zachodnim

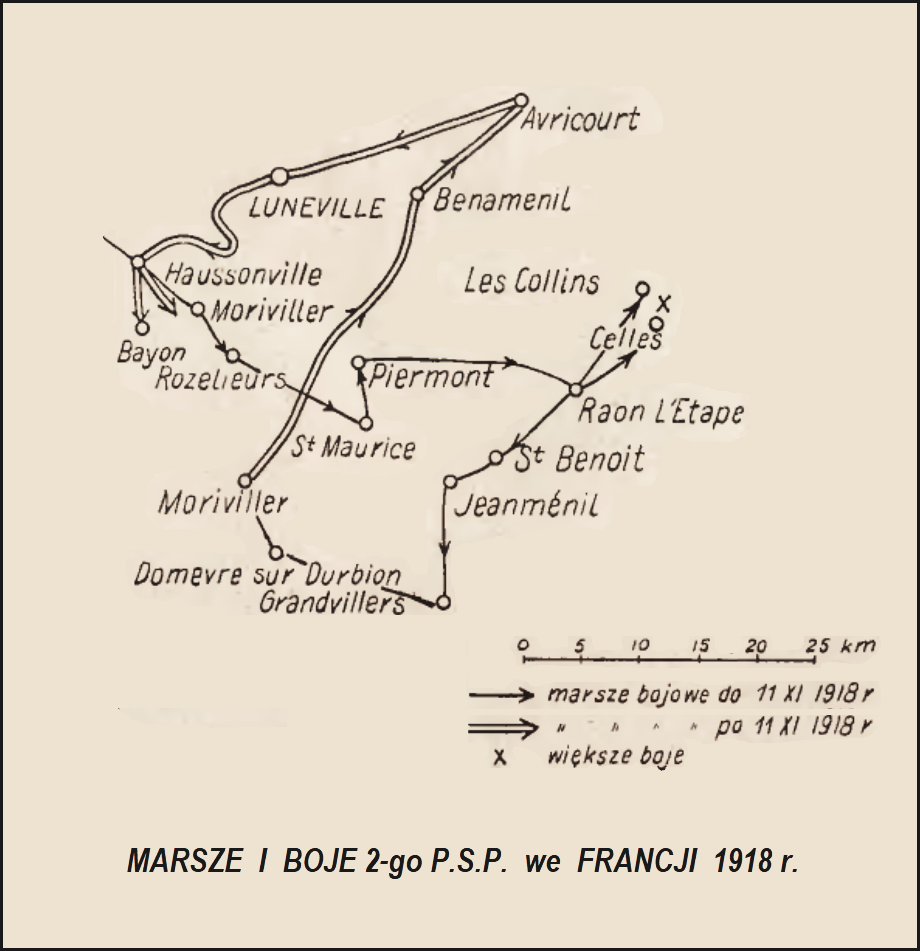
Stanisław Bobrowski, Zarys historji wojennej 44-go pułku Strzelców Kresowych

Jesienią 1918 pułk został przydzielony do X Korpusu francuskiej 7 Armii gen. Mangin'a i skierowany do Raon l'Etape. Tam 18 października zluzował amerykański 324 pułk piechoty na odcinkach de la Plaine i Croix Charpentiers. Na pierwszej linii trwał jedynie słaby ogień artyleryjski i karabinów maszynowych. Pułk wysyłał do walki bojowe patrole. Straty pułku na tym odcinku to 2 zabitych i 11 rannych. 4 listopada pułk został zluzowany przez oddziały francuskiej 69 Dywizji Piechoty.
W listopadzie dowództwo koalicji zaplanowało ofensywę, której celem było oskrzydlenie armii niemieckiej w Belgii. Polska dywizja, a w jej składzie 2 pułk strzelców, miała atakować fort w obszarze twierdzy Metz. Podczas transportu zawarto zawieszenie broni i pułk powrócił do Moriville, a w następnych dniach wszedł w skład wojsk okupacyjnych przygotowujących się do wyjazdu do Alzacji. Także to zadanie zostało odwołane, a pułk przegrupował się do Haussonville, gdzie poddany został reorganizacji. Pułk składał się z dowództwa i sztabu, kompanii sztabowej, trzech baonów piechoty, po trzy kompanie strzelców i jednej kompanii ckm.

## Pułk w walce o granice

### Ofensywa na Wołyń
12 maja 1919, już jako 2 pułk strzelców pieszych, pułk ruszył na front polsko-ukraiński. Maszerował w dwóch kolumnach: prawą, pod dowództwem ppłk. Józefa Grabińskiego, którą stanowił I batalion, jedna bateria 1 pułku artylerii oraz pluton kawalerii dywizyjnej i lewą pod dowództwem kpt. Bronisława Prugara-Kettlinga w składzie III batalion i jedna bateria artylerii. II batalion podporządkowany został grupie gen. Aleksandra Karnickiego i maszerował na Łuck.
Pierwsze walki stoczono w Zabłotowcach i Iwaniczach. Oddziały ukraińskie były za słabe, aby mogły stawiać dłuższy opór. Stację Iwanicze zdobyto poprzez zastosowanie manewru oskrzydlającego przez 3 kompanię. Po drobnych potyczkach w Baranich Perytokach i Świniuchach obie kolumny dotarły do brzegów Styru i obsadziły go na południe od Łucka do Topól. II batalion walczył z powodzeniem o Łuck. Zajęcie miasta hatalion okupił stratą 8 szeregowyoh. W tym czasie nadchodzący od wschodu bolszewicy wypierali oddziały ukraińskie, które przechodziły przez front na stronę polską.
1 czerwca wojska bolszewickie podeszły pod Łuck. Naprzeciw siebie stanęły oddziały Wojska Polskiego i Armii Czerwonej. Naczelne Dowództwo WP zdecydowało się zająć Równe. 2 pułk strzelców uderzył II i III batalionem w pierwszym rzucie, a piechurów wspierał pociąg pancerny, bateria 1 pułku artylerii i szwadron kawalerii dywizyjnej. Po krwawych walkach toczonych w dniach 8 i 9 czerwca pododdziały polskie nie odnotowały sukcesu, wróciły na swoje dawne pozycję i pozostawały na nich do sierpnia. W tym czasie pułk przechodził reorganizację. Odeszli doradcy francuscy, zmieniło się też dowództwo.
11 sierpnia pułk brał udział w kolejnym natarciu na Równe. II i III batalion przerwały obronę bolszewicką koło Klewania i Bielowa, natomiast I batalion zdobył fort „Obarów”. Nad ranem 13 sierpnia zajęto miasto, a pododdziały pułku obsadziły pozycje obronne od Bereźna do Horodyszczy.
1 września nastąpiło scalenie Błękitnej Armii przybyłej z Francji z „Armią w kraju”. 2 pułk strzelców pieszych przemianowany został na 44 pułk strzelców kresowych, a jego macierzysta dywizja na 13 Kresową Dywizję Piechoty. Pułk wszedł w skład XXV Brygady Piechoty płk. Leona Pachuckiego.

### Na linii Horynia i Słuczy
W drugiej połowie września I batalion bronił Olewska, a II batalion obsadził odcinek Buhryń–Brody.
29 września pułk przeszedł do Zdołbunowa, skąd I batalion atakował Zwiahel i następnego dnia zdobył miejscowość.
Jesienią 1919 nastąpiła stabilizacja działań na froncie polsko-bolszewickim. Prowadzono jedynie walki o znaczeniu lokalnym.
8 listopada pułk obsadził linię Słuczy od Baranówki do Lubaru. 23 grudnia dwie kompanie I batalionu wspierane ogniem pociągu pancernego zaatakowały z sukcesem Romanów. Dwa dni później skutecznie na tę samą miejscowość uderzył III batalion i spowodował ucieczkę nieprzyjaciela z miasta. 5 stycznia II batalion z 8 baterią 13 pal, wsparty 10 kompanią ckm, odbił Lubar i do 8 stycznia bronił się w okrążeniu.
W styczniu 1920 pułk przeszedł kolejną reorganizację. Zwolniono amerykańskich ochotników, a ich miejsce zajęli żołnierze z batalionu zapasowego. Prowadzono nadal wypady o znaczeniu lokalnym. Atakowano między innymi Prywitów, Kamień i Romanów. W marcu pułk bronił pozycji pod Miropolem i Czartonią. 27 marca pułk odszedł do Połonnego, a 1 kwietnia przeprowadził wypad na Romanów. W Bubnowie rozbił sowieckie 518. i 519. pułki strzelców i zmusił przeciwnika do wycofania się aż do Wróblewki. Po wykonaniu zaplanowanych zadań, pułk wycofał się do Miropola, a następnie przeszedł do Połonnego na dwutygodniowy odpoczynek.

### Działania pułku w ofensywie kijowskiej
Przed ofensywą na Ukrainie Naczelne Dowództwo WP zadecydowało się zreorganizować siły. W miejsce frontów utworzono armie. Na południowym kierunku operacyjnym sformowano 6 Armię gen. por. Wacława Iwaszkiewicza, 2 Armię gen. ppor. Antoniego Listowskiego i 3 Armię Józefa Piłsudskiego.
25 kwietnia 44 pułk strzelców kresowych uderzył ze stanowisk pod Lubarem na wieś Filińcy. I i III batalionem opanował umocnioną pozycję Awratyn–Mały Bratałów bronioną przez oddziały sowieckiej 44 Dywizji Strzelców i przeszedł do pościgu maszerując trzema kolumnami. 27 kwietnia zajął na swoim kierunku linię starych okopów niemieckich. Sowieci nie pogodzili się z utratą terenu i przeprowadzali gwałtowne kontrataki. Dochodziło do walki wręcz. Stosując manewr oskrzydlenia nieprzyjaciel wychodził na tyły i skrzydła wojsk polskich. Dopiero uderzenie przeprowadzone przez mjr. Szyllinga przechyliło szalę zwycięstwa na stronę polską. Ostatecznie wzięto około 4 000 jeńców, zdobyto 14 dział i 200 karabinów maszynowych. W rocznicę tych walk pułk obchodził corocznie swoje święto.

### Pułk w działaniach odwrotowych
Po zajęciu przez Wojsko Polskie Kijowa ofensywa polska zatrzymała się. Na zajętej pozycji przygotowywano się do obrony. 44 pułk strzelców kresowych przeszedł do odwodu 2 Armii i ześrodkował się w okolicach Koziatyna, a jego II batalion pozostał w odwodzie XXV Brygady Piechoty i rozbudował obronę w oparciu o punkty oporu w Nowochwastowie, Śnieżnej, Oziernej i Samhorodku. 
25 maja nastąpiła reorganizacja sił polskich na ukraińskim teatrze działań wojennych. Rozwiązano 2 Armię, a 3. i 6 Armia utworzyły Front Ukraiński gen. por. Antoniego Listowskiego.
Z końcem maja ruszyła sowiecka ofensywa na Ukrainie. Wiodącą rolę odgrywała w niej 1 Armia Konna Siemiona Budionnego. Do pierwszego starcia z konnicą Budionnego doszło 29 maja. W tym dniu III/44 pp kpt. Bilmina toczył ciężki bój z nacierającą 4 Dywizją Jazdy. Mimo zaciekłych szarż jazdy sowieckiej utrzymano obronę. Przeciwnik przebił się jednak przez ugrupowanie 50 pułku piechoty i wyszedł na drugorzutowy I/44 pp. Jednocześnie odkryte zostało skrzydło III/44 pp i zagrożone tyły XXV Brygady w Pohrebyszczu. Nazajutrz w wyłom uderzyła z powodzeniem 3 Brygada Jazdy  gen. Sawickiego, a 4 czerwca obronę zorganizował tam III/44 pp. W tym samym czasie dowodzony przez ppłk. Antoniego Szyllinga odwód dywizyjny, w składzie II/40 pp  oraz I i II/44 pp z 9/13 pap, atakował sowiecką 6 Dywizję Kawalerii. Po ciężkich walkach zdobyto Dołżek, a wieczorem 31 maja luka między 43. i 45 pułkiem strzelców została zlikwidowana.
5 czerwca Armia Konna Budionnego przełamała front polski w pasie obrony polskich 7 Dywizji Piechoty i 1 Dywizji Kawalerii i wdarła się około 20 km za polskie linie. Uderzenie 44 pułku strzelców kresowych na Czemiawkę i potem na Skałę trafiło w próżnię. 
Zarządzony odwrót nakazał pułkowi cofać się na południe z pozycji Zazuliniec, Macheryniec Dubowych, poprzez pozycję pośrednią Biczowa–Mały Bratałów na pozycję w okolicach Lubaru.
2 lipca grupa ppłk. Szyllinga (I i II batalion z kompanią ckm) weszła w podporządkowanie dowódcy 18 Dywizji Piechoty; III batalion pozostał w macierzystej 13 DP. 17 lipca 18 Dywizja Piechoty gen. Krajowskiego uderzyła na Ostróg i Równe, dla połączenia się z 3 Armią. 44 pułk zajął Ostróg wychodząc na tyły kawalerzystów Budionnego. Kontratak na zdobyte miasto wykonała sowiecka 14 Dywizję Kawalerii. Po całodziennym boju w okrążeniu,
pułk wycofał się w nocy z miasta i dotarł do Wesołówki. Po stoczonym tam ciężkim boju, przeszedł do Krzemieńca, a następnie do Horynki, w celu połączenia się z macierzystą 13 Dywizją Piechoty.
13 lipca pułk walczył z brygadą kawalerii Kotowskiego i rozbił ją. Nawiązał też łączność taktyczną z 43 pułkiem strzelców i we współdziałaniu z nim w kolejnych dniach odpierał ataki w Horynce, Wiśniowcu i Załoźcach. 28 lipca zdobył Pieniaki, skąd III batalion pozorował atak na Ponikwę, wspierając oddziały 18 Dywizji Piechoty walczące pod Brodami.
3 lipca 44 pułk piechoty, wzmocniony dwoma bateriami 13 pułku artylerii polowej, przeszedł do natarcia z rejonu Ponikwy w kierunku na Podkamień. Rejonu Podkamienia broniła sowiecka brygada ze składu 45 Dywizji Strzelców komdywa Iony Jakira. Brygadę wspierały trzy baterie artylerii. W rejonie walk operowały też pododdziały 6 Dywizji Kawalerii konarmii Budionnego. Stanowiący ubezpieczenie III batalion nacierał z Żarkowa przez Litowisko, z zadaniem zniszczenia przeciwnika zgrupowanego przed pozycją wyjściową pułku. Grupa uderzeniowa w składzie I i II batalion, pod osobistym dowództwem ppłk. Antoniego Szyllinga, nacierała wzdłuż drogi Pieniaki – Podkamień. Po przełamaniu sowieckiej obrony pod Pieniakami i Litowiskiem, obie grupy połączyły się w Maleniskach i rozpoczęły bezpośrednie natarcie na Podkamień. Kozacy Budionnego, wspierani ogniem ciężkich karabinów maszynowych na „taczankach", opóźniali działania polskiego pułku i utrudniali rozwijanie się wspierających piechotę baterii artylerii 13 pap.
Po całodziennych walkach pododdziały polskie opanowały Podkamień. Jego obronę na okres nocy oparto przede wszystkim o umocnienia murów piętnastowiecznego klasztoru dominikańskiego. Przy bramach wjazdowych klasztoru ustawiono posterunki, a baterie artylerii zajęły stanowiska na wałach. Żołnierze polscy, wychowani w dużej części na Trylogii Henryka Sienkiewicza, od razu zauważyli podobieństwo do obrony klasztoru jasnogórskiego podczas szwedzkiego potopu. Wrażenie podniosłości potęgował fakt, iż przeor klasztoru, ojciec Matula, odziany w biały habit chodził po dziedzińcu, po murach, rozmawiał z żołnierzami, starał się zapewnić wszystkim posiłek i otoczyć opieką rannych.
Nocą oddziały sowieckiej 45 Dywizji Strzelców otoczyły klasztor, ale nie zdecydowały się na atak. O świcie 4 lipca I/44 pułku piechoty dokonał wypadu i po krótkiej walce odrzucił przeciwnika spod murów. Po udanym wypadzie, inne pododdziały zorganizowały obronę na wschód od Podkamienia, na linii Palikrowy – Popowce – Nakwasza. Tę rubież pułk utrzymywał do 13 sierpnia, kiedy to otrzymał rozkaz odwrotu.
Następnie wycofywał się przez Majdan i Podhorce i 16 sierpnia bronił się w Sassowie i Białym Kamieniu. O świcie 17 sierpnia pułk rozpoczął dalszy odwrót do Krasnego. Tu zorganizowano obronę. Bolszewicy, nie mogąc zdobyć miejscowości, ominęli ją i maszerowali na Lwów.
18 sierpnia przed południem 44 pułk piechoty Strzelców Kresowych ppłk. Antoniego Szyllinga otrzymał rozkaz zajęcia stanowisk na wschód od Lwowa, powstrzymania naporu kawalerii sowieckiej i ułatwienia odwrotu opóźnionej XXVI Brygady Piechoty. W tym czasie do dyspozycji miał około 1200 „bagnetów” i 8 dział. Dowódca pułku zdecydował przyjąć ugrupowanie bojowe w trzech rzutach: III batalion zajął stanowiska na dominujących wzgórzach na wschód od Biłki Szlacheckiej, z oparciem prawego skrzydła o lasek, II batalion bezpośrednio na wschodnim skraju wsi, a I batalion na zachodnim jej skraju. Wsparcie ogniowe zapewnić miały 5 i 6 bateria 13 pułku artylerii polowej, rozmieszczone na zachód od Biłki, pod ogólnym dowództwem dowódcy II dywizjonu kpt. Napoleona de Latoura. 
Około 18.00 pod polskie stanowiska nadciągnęły kolumny 6 Dywizji Kawalerii. Oceniano, że liczyły w sumie około 3000 „szabel” i 8 dział. Artyleria sowiecka ostrzelała kilkoma salwami pozycje III batalionu, po czym do szarży ruszyły zwarte ławy kozackie, uszykowane w trzech-czterech rzutach na froncie szerokości ponad jednego kilometra. Pomimo dużych strat sowieckiego pierwszego rzutu od ognia polskiej broni maszynowej, kawaleria sowiecka przełamała obronę III batalionu i nie zatrzymując się uderzyła na II batalion. Dwadzieścia karabinów maszynowych rozmieszczonych między zabudowaniami zahamowało jednak  gwałtowną szarżę, a przeciwnik poniósł dotkliwe straty. Sowieccy kawalerzyści spróbowali uderzyć na prawe skrzydło polskiej obrony i obeszli pozycje II batalionu od południa. Wtedy walkę z szarżującymi szwadronami przejęły obie baterie artylerii, które ogniem na wprost zatrzymały atak. Wykorzystując zamieszanie w szeregach przeciwnika, ppłk Szylling wyprowadził kontratak I batalionem. Atakujący batalion porwał za sobą kompanie II batalionu, a ukryci w zaroślach żołnierze III batalionu ostrzeliwali tyły sowieckiej kawalerii. Zdecydowana akcja piechoty zmusiła przeciwnika do odwrotu na pozycje wyjściowe.
Ostatecznie nieprzyjaciel wycofał się, a pułk przyjął w Winnikach uzupełnienie od krakowskiego batalionu etapowego i obsadził pozycje od Czartowskiej Skały do Drugiej Wólki. 22 sierpnia wykonał wypad na Mogiłę.

### Walki pod Zamościem
W związku z marszem Budiennego ku północy, Naczelny Wódz zadecydował, aby cała jazda 6-ej armji, wraz z najlepszą tam dywizją piechoty, ruszyły za konną armją Budiennego.
Jako „najlepsza” wyznaczona została 13 Dywizja Piechoty. Zluzowana przez oddziały 5 Dywizji Piechoty załadowała się na transporty kolejowe i odjechała do Rawy Ruskiej. Tymczasem Budionny odszedł na północ w kierunku Zamościa, by uderzyć na tyły uderzających znad Wieprza polskich 3. i 4 Armii.
W tej sytuacji taktycznej grupa operacyjna gen. Stanisława Hallera otrzymała zadanie nie dopuścić do utraty Zamościa i zamknąć Konnej Armii drogi na południe i na Wschód. 23 sierpnia 44 pułk przeszedł do Przewodowa i tam zagrodził drogę oddziałom sowieckiej kawalerii. 29 sierpnia pomaszerował na Czartowczyk i Kraczów, a 30 sierpnia wspólnie z 43 pułkiem uderzył na Łabunie i Komarów i zajął obie te miejscowości. W trakcie akcji na Komarów szarża jednej sowieckiej brygady kawalerii wyszła na tyły pułku. Interweniował stojący w odwodzie III batalion i odparł kontratak.
Następnego dnia pułk atakował dalej. Wyzwolił Ruszczyznę, Wolę Śniatycką i Bródek i stanął w Barchaczowie.
Od 2 września pułk ścigał Budionnego. 
Pułk wziął też udział w natarciu na Koniuchy i pościgu przez Werbkowice na zachodni brzeg Bugu. Potem przeszedł odszedł do odwodu i odpoczywał pod Hrubieszowem do 11 września.

### Pułk w ofensywie za Bug
12 września pułk przeprawił się przez Bug w Horodku, opanował przedmoście i rozbił oddziały sowieckiej 44 Dywizji Piechoty w Zielinowie, Hoszczatynie i Laskowym. 15 września natarciem nocnym zaatakował Łuck i zdobył miasto przy niewielkich stratach własnych. Kontynuując natarcie, obsadził Równe, w Kamiennej Górze pobił 62. i 65. pułk strzelców, a 26 września zajął Tuczyn. Po walkach powrócił do Równego. W kolejnych dniach w Zwiahlu zluzował 43 pułk strzelców i stąd prowadził wypady na przeciwnika broniącego się w Kuce, Iwaszówce i Katerynówce. Swoimi działaniami rozbił sowiecki 56. i 47 pułk strzelców.
18 października odparł sowieckie natarcie na Czyżewkę i tym zakończył działalność bojową.
Ostatni meldunek sytuacyjny pułku o godzinie 24.00 podawał: 

Zawieszenie broni odbyło się bez kontaktu z nieprzyjacielem. W Czyżewce nieprzyjaciel wycofał się w popłochu. Białe rakiety wystrzelone przez własne oddziały dały znak zawieszenia broni. Na froncie cisza, straże czuwają.

### Bilans walk
Podczas walk pułk stracił 7 poległych oficerów i 169 żołnierzy; 1 oficer i 289 żołnierzy zmarło z chorób, a 20 oficerów i 430 żołnierzy zostało rannych.
Krzyżem Srebrnym Orderu Virtuti Militari odznaczono 22 oficerów i 27 żołnierzy, a Krzyżem Walecznych 113 oficerów i 372 żołnierzy. Dwaj oficerowie zostali odznaczeni Legią Honorową, 9 oficerów Medalem Zwycięstwa, 16 Medalem Pamiątkowym Wielkiej Wojny, 28 oficerów i szeregowych francuskim krzyżem wojennym Croix de Guerre.
Pułk wziął 4959 jeńców oraz zdobył 27 dział i 297 karabinów maszynowych.

### Kawalerowie Virtuti Militari
| Żołnierze pułku odznaczeni Krzyżem Srebrnym Orderu Wojskowego Virtuti Militari za walki w latach 1919-1920 | Żołnierze pułku odznaczeni Krzyżem Srebrnym Orderu Wojskowego Virtuti Militari za walki w latach 1919-1920 | Żołnierze pułku odznaczeni Krzyżem Srebrnym Orderu Wojskowego Virtuti Militari za walki w latach 1919-1920 |
| --- | --- | --- |
| por. Piotr Andruszkiewicz (5642)                                                                           | por. Stanisław Bobrowski *                                                                                 | kpt. Stanisław Bilmin *                                                                                    |
| szer. Józef Brzoza                                                                                         | st. szer. Jakub Chruszczyk                                                                                 | st. szer. Stanisław Ciura                                                                                  |
| kpr. Bronisław Dzięgielewski                                                                               | chor. Stefan Glora-Godłowski                                                                               | por. Władysław Gorczyca                                                                                    |
| por. Roman Gutkowski                                                                                       | ś.p. por. Władysław Kargoł                                                                                 | kpr. Stanisław Komar                                                                                       |
| por. Jan II Laskowski                                                                                      | kpr. Józef Kowalski                                                                                        | por. Tadeusz Kwaśniewski *                                                                                 |
| chor. Stanisław Laskowski                                                                                  | ś.p. kpt. Napoleon de Latour *                                                                             | ppłk Wilhelm Lawicz-Liszka *                                                                               |
| sierż. Bronisław Lewicki                                                                                   | por. Stanisław Łączkowski                                                                                  | por. Józef Małachowski-Mikołajczak                                                                         |
| por. Stanisław Michno                                                                                      | plut. Andrzej Morys                                                                                        | szer. Józef Niejadlik                                                                                      |
| szer. Kazimierz Nowicki                                                                                    | por. Witalis Olszewski                                                                                     | kpr. Franciszek Parus                                                                                      |
| sierż. Edward Pędrak                                                                                       | szer. Wojciech Filip vel Wojciech Pękała                                                                   | sierż. Jan Piekielniak                                                                                     |
| kpt. Mikołaj Pieślak *                                                                                     | chor. Paweł Piński-Piechocki                                                                               | kpr. Władysław Polak                                                                                       |
| plut. Jan Sadowski                                                                                         | plut. Aleksander Sokołowski                                                                                | por. Stanisław Solon *                                                                                     |
| por. Stanisław Sosień *                                                                                    | sierż. Józef Straszewski                                                                                   | ppłk Antoni Szylling *                                                                                     |
| szer. Andrzej Śladowski                                                                                    | st. szer. Stanisław Śledź                                                                                  | por. Tadeusz Śniechowski                                                                                   |
| szer. Michał Trawiński                                                                                     | por. Antoni Wiącek *                                                                                       | por. Zygmunt Więckus                                                                                       |
| st. sierż. Jan Woliński vel Józef Wierzelewski                                                             | kpt. Rafał Zieleniewski *                                                                                  | chor. Stanisław Zieliński                                                                                  |
| st. szer. Maciej Żylak                                                                                     | | |

## Pułk w okresie pokoju

### Zakwaterowanie

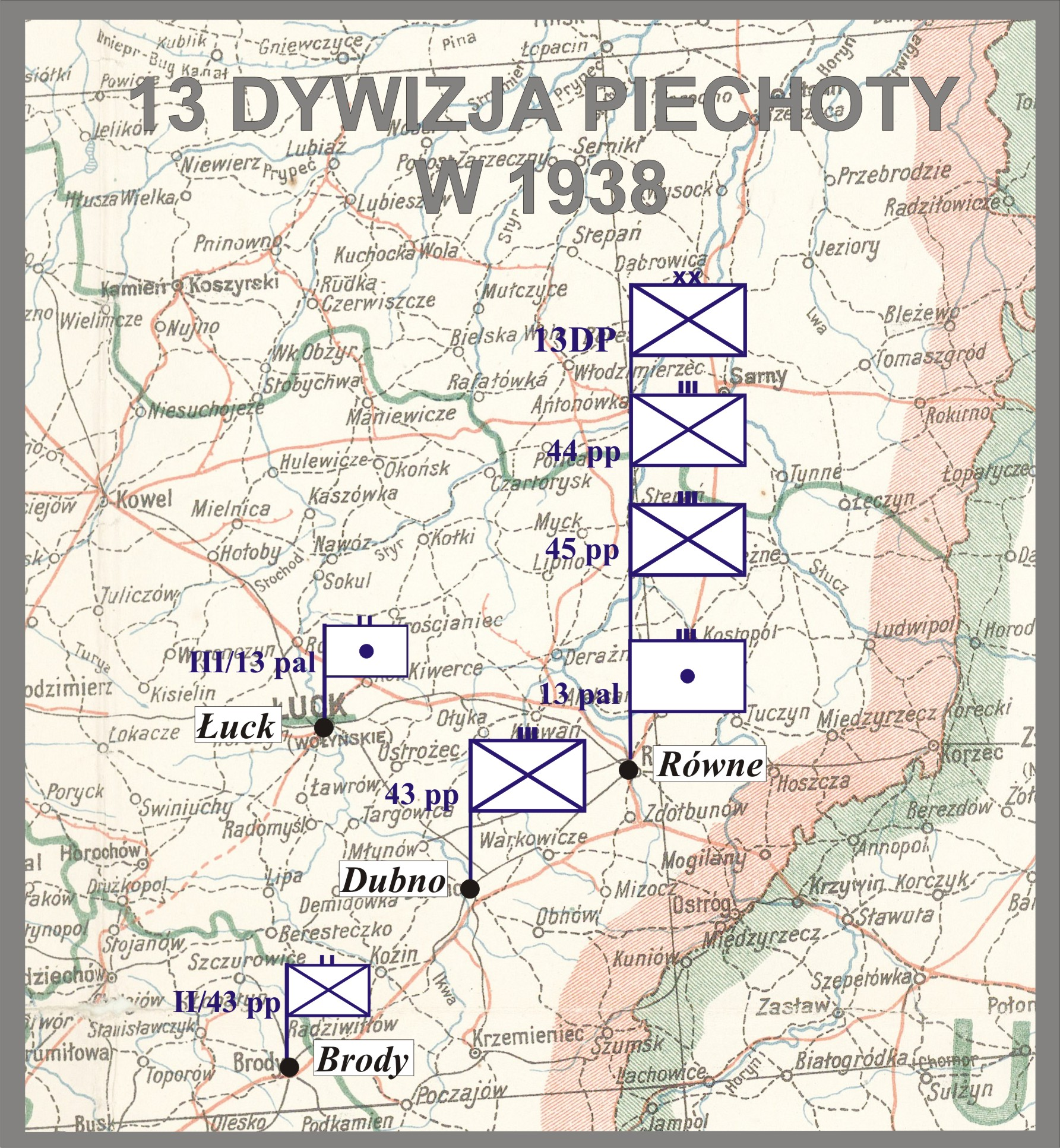
13 Dywizja Piechoty w 1938

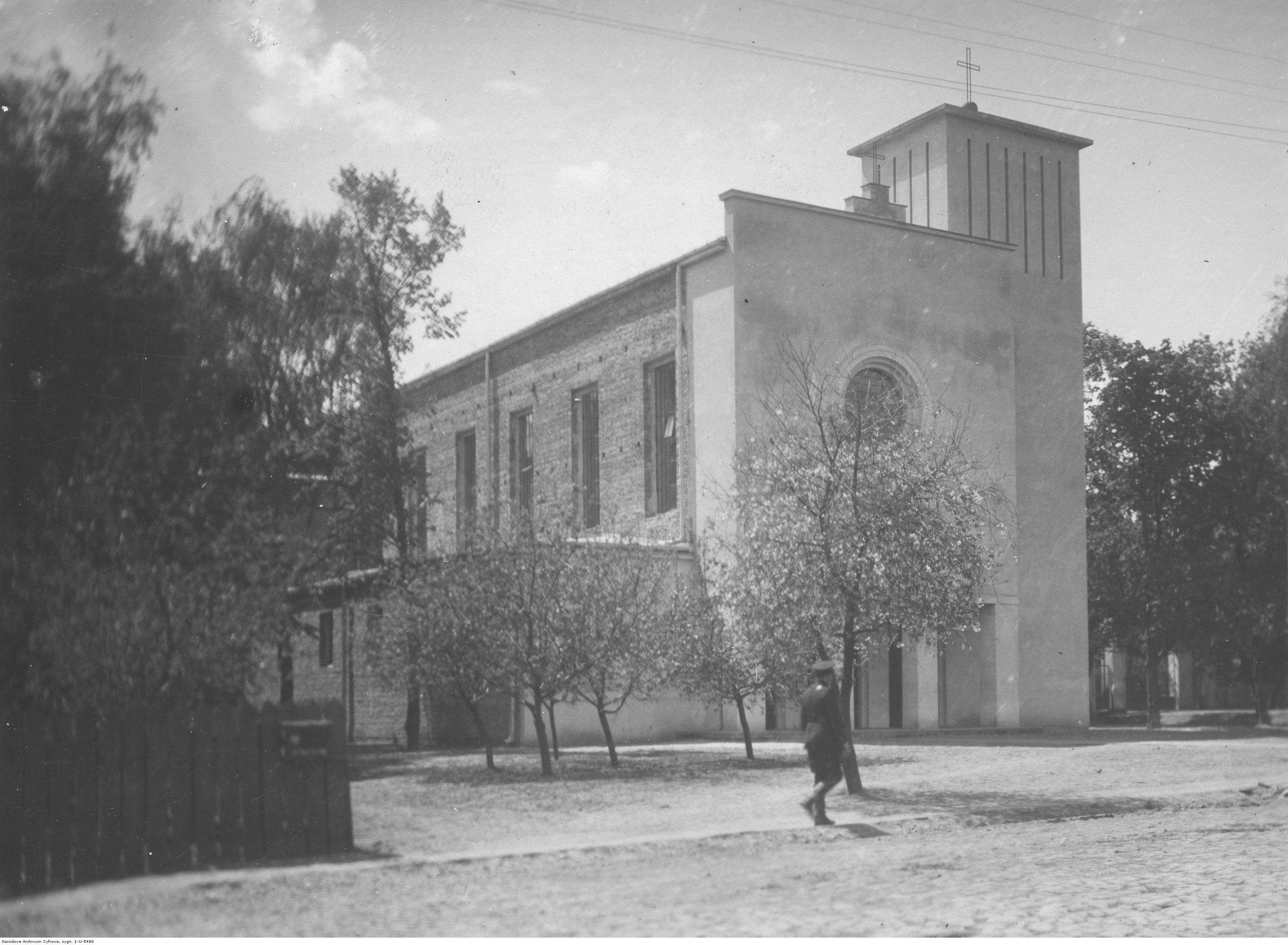
Kościół garnizonowy w Równem – widok od strony fasady frontowej.

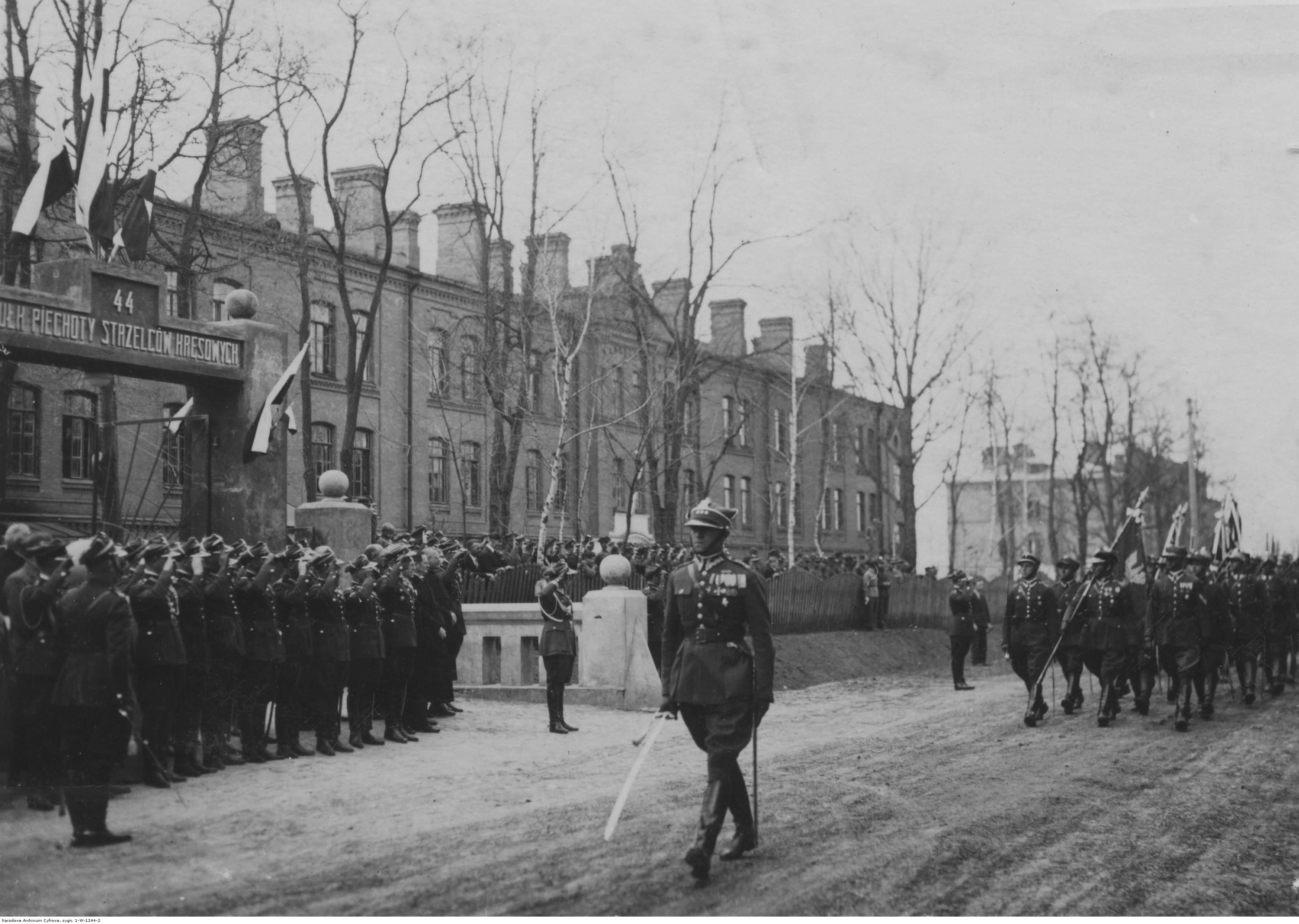
Święto 44 pp – gen. Edmund Knoll-Kownacki przyjmuje defiladę przed siedzibą pułku; czerwiec 1932.

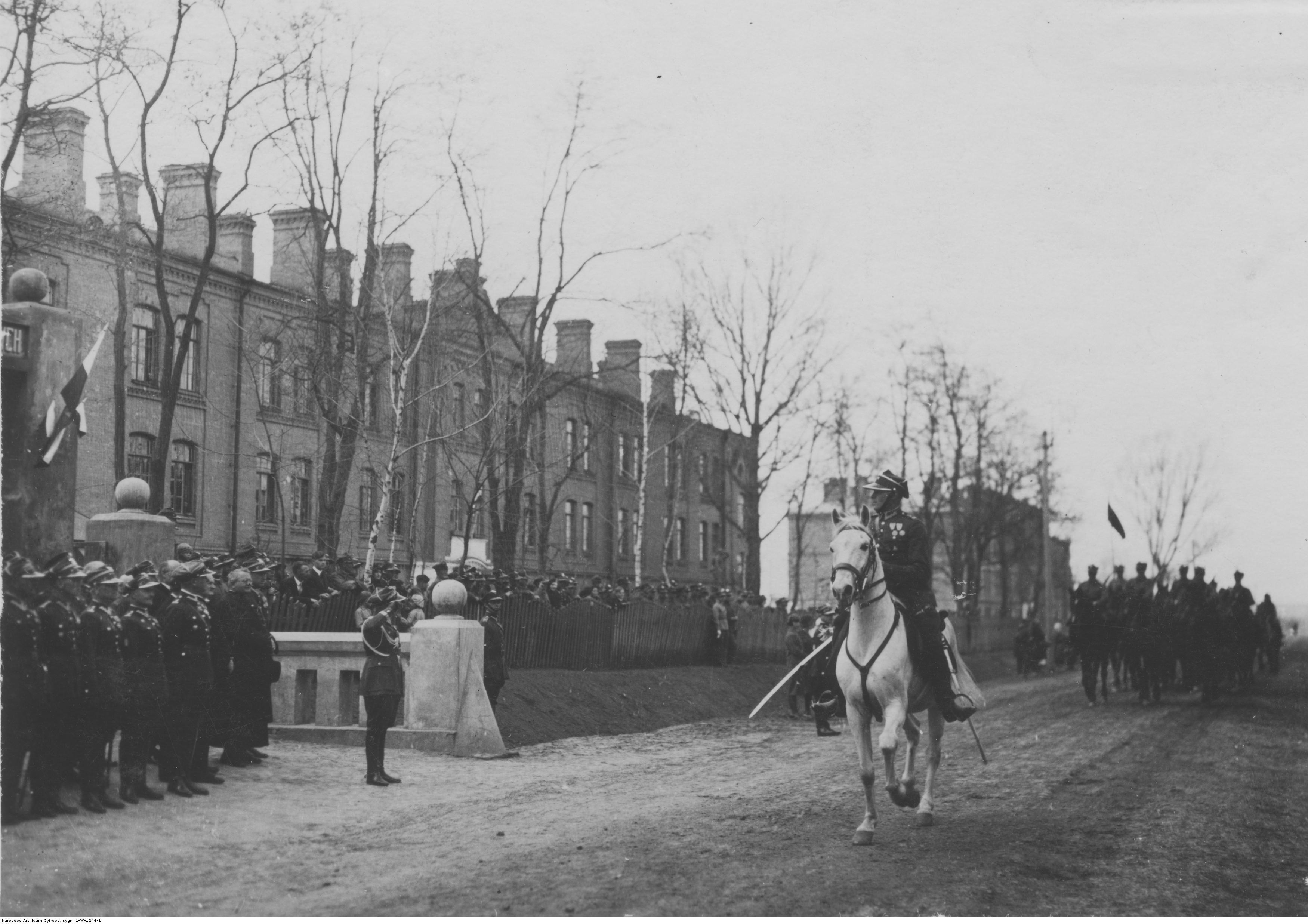
Święto 44 pp w Równem – defilada artylerii konnej przed siedzibą pułku.

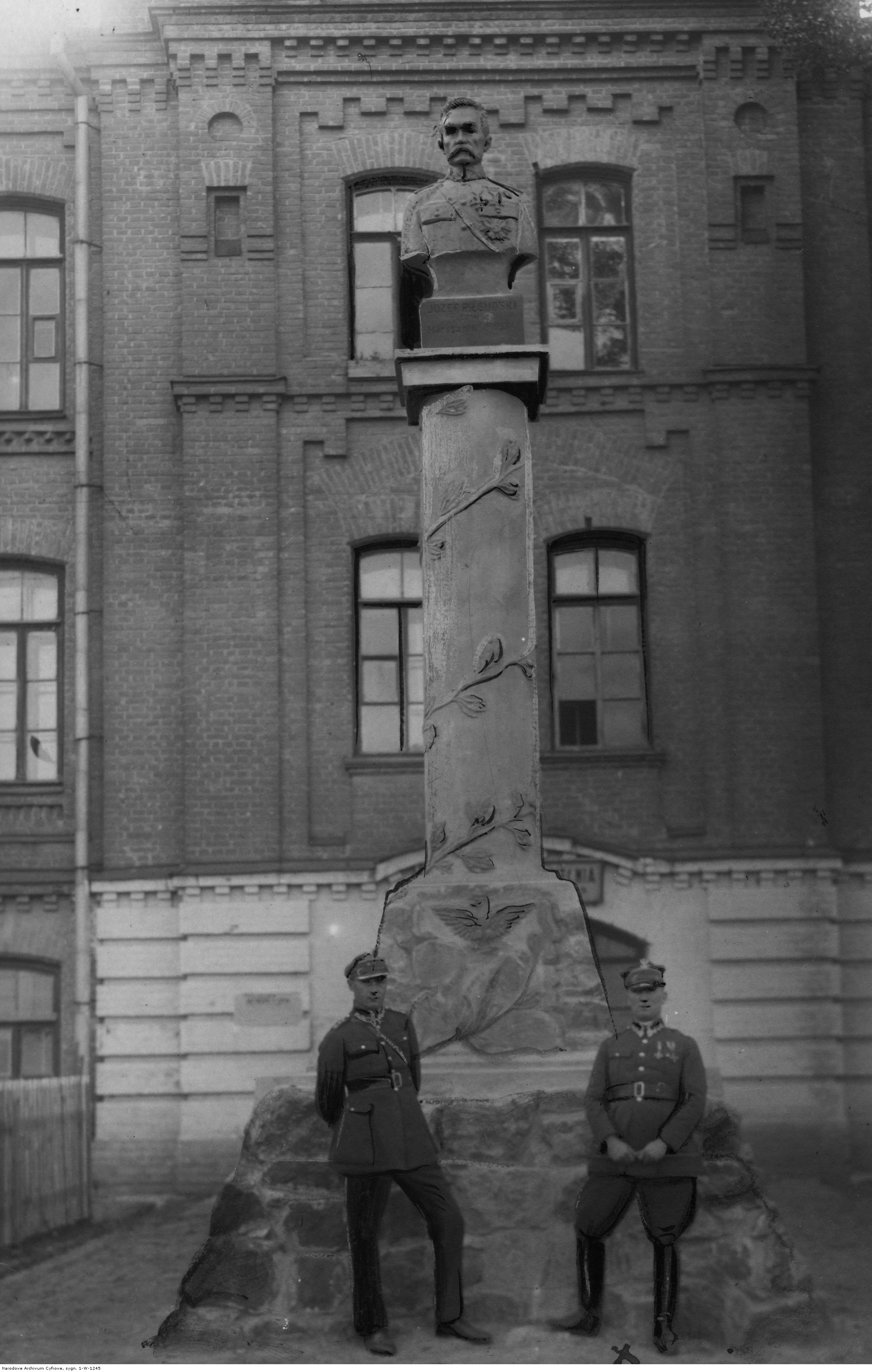
Pomnik Józefa Piłsudskiego w koszarach 44 pp w Równem

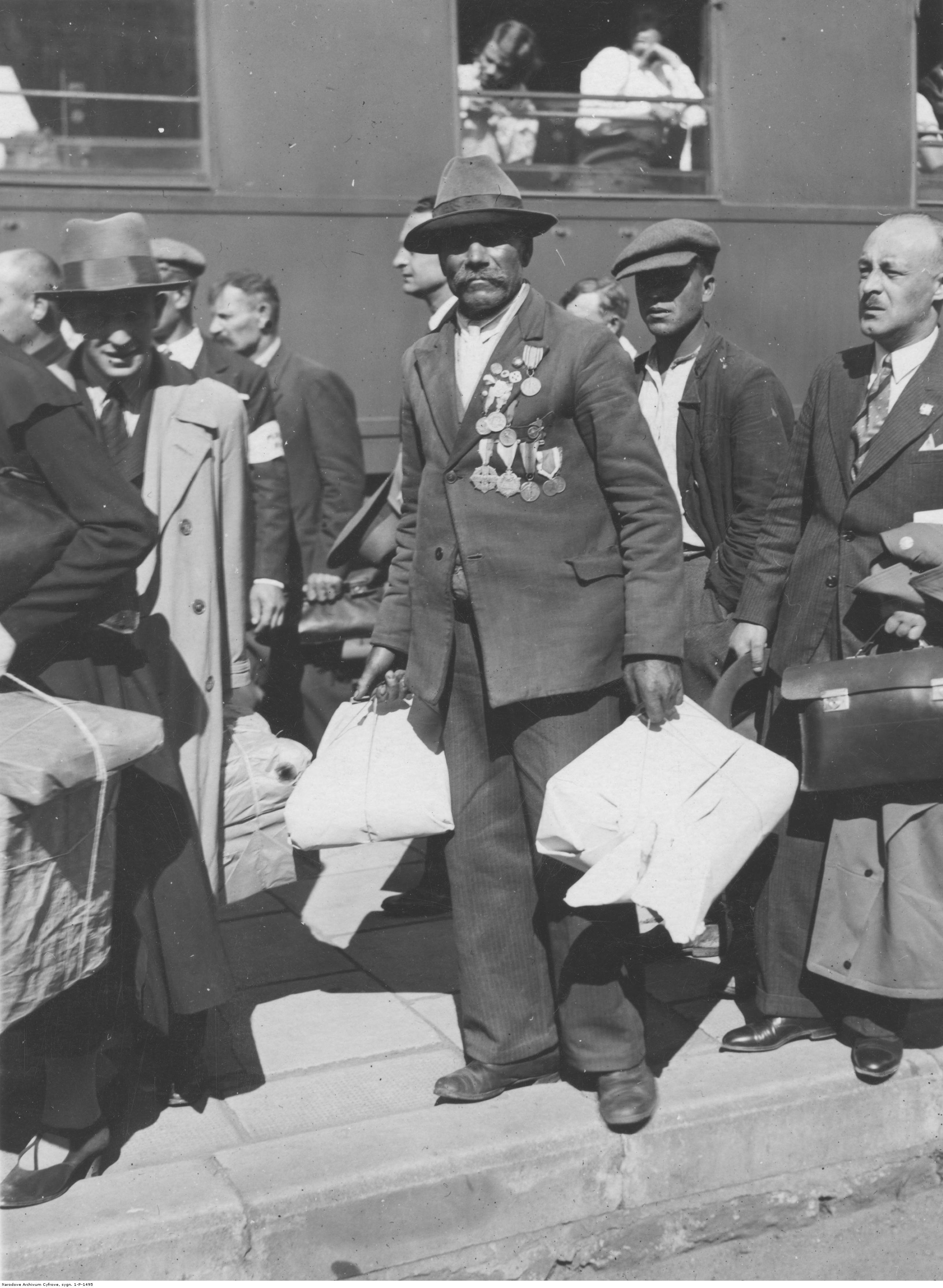
Uczestnicy zjazdu członków Stowarzyszenia Weteranów byłej Armii Polskiej we Francji na peronie w Równem; lipiec 1934.

Po podpisaniu rozejmu 44 pułk Strzelców Kresowych stacjonował w Zwiahlu. Od 22 listopada 1919 pułk stacjonował w garnizonie Równe (batalion zapasowy we Włodzimierzu Wołyńskim). Wchodził w skład 13 Kresowej Dywizji Piechoty. Rozmieszczony był na przedmieściu Wola nieopodal stacji kolejowej, w dawnych carskich koszarach przy ul. Koszarowej. Wspólnie z nim stacjonowały: 21 pułk ułanów nadwiślańskich, 13 pułk artylerii lekkiej i 45 pułk strzelców kresowych. Jesienią 1930, z inicjatywy komendanta garnizonu gen. Edmunda Knolla-Kownackiego, rozpoczęto w Równem wznoszenie kościoła dla wojsk garnizonu. Pomocy finansowej udzieliło Ministerstwo Spraw Wojskowych; ponadto żołnierze wszystkich stopni ofiarowywali datki na jego budowę. Patronat nad przedsięwzięciem objął Prezydent Rzeczypospolitej Ignacy Mościcki. Prace murarskie prowadziła Państwowa Szkoła Rzemieślników Budowlanych w Krzemieńcu pod kierownictwem inż. Eugeniusza Kwiatkowskiego. 8 grudnia 1932 kościół garnizonowy pw. św. Piotra i Pawła poświęcił delegat biskupa polowego.

### Życie kulturalne w pułku
Co roku 22 kwietnia pułk niezwykle uroczyście obchodził swoje święto. W przeddzień organizowano na ulicach miasta capstrzyk. W dniu święta odprawiano okolicznościowe nabożeństwo, ulicami miasta defilowały pododdziały pułku, a w stołówce żołnierskiej organizowano uroczysty obiad. Kulminacyjnym punktem dnia był bal oficerski. Zapraszani byli nań goście z całej Polski. Bal zaczynał się polonezem, a w pierwszej parze kroczył najstarszy stopniem oficer wraz z małżonką najwybitniejszej osobistości. Imprezę o 5.00 kończył biały mazur. Bale organizowano również podczas karnawału, między innymi na zakończenie manewrów.
Uroczyście obchodzono też święto 11 listopada. W roku 1936, w przeddzień święta wieczorem, miał miejsce uroczysty capstrzyk na ulicach miasta. Następnego dnia o 7.00 orkiestra wojskowa oznajmiła mieszkańcom pobudkę, o 10.00 celebrowano nabożeństwa we wszystkich świątyniach, a o 12.00 ulicą 3 Maja przemaszerowały oddziały garnizonu. W kinie miejskim o 15.00 odbyła się akademia okolicznościowa. Wieczorem w kinie w hali kolejowej zorganizowano odczyt dla uczącej się młodzieży. Wykłady wygłosili wizytator szkół Adolf Shön i poseł ukraiński Skrzypiński. Uroczystości zakończyły występy orkiestry wojskowej i popisy szkolnych chórów: polskiego i ukraińskiego.

### Szkolenie w pułku
Na podstawie rozkazu wykonawczego Ministerstwa Spraw Wojskowych do Departamentu Piechoty o wprowadzeniu organizacji piechoty na stopie pokojowej PS 10-50 z 1930 roku, w Wojsku Polskim wprowadzono trzy typy pułków piechoty. 44 pułk piechoty zaliczony został do typu III pułków piechoty o stanach zbliżonych do wojennych. Na czas wojny przewidywany był do działań osłonowych. Corocznie otrzymywał około 1010 rekrutów. Jego obsadę stanowiło 68 oficerów i 2200 podoficerów i żołnierzy.

### Ruch kombatancki
Dla utrwalenia tradycji Armii Błękitnej i jej związków z ochotnikami z USA, rozkazem nr 9/1939, poz. 90 Dziennika Rozkazów MSWojsk. pułk otrzymał nazwę 44 pułku strzelców Legii Amerykańskiej. Uruchomiono także procedurę odznaczeniową weteranów, a wszystkich żołnierzy „Błękitnej Armii” zamierzano objąć świadczeniami kombatanckimi. 1 czerwca 1939 attaché wojskowy i lotniczy przy ambasadzie RP w Waszyngtonie, ppłk Andrzej Chramiec, na ręce komendanta SWAP Lucjusza Kajki przesłał imienny wykaz 2210 ochotników – byłych żołnierzy 44 pp, podanych do odznaczenia Medalem Za Wojnę 1918-1921 oraz listę 1363 żołnierzy z tego pułku, także ochotników z Ameryki, mających prawo do noszenia tego odznaczenia. Z ogólnej liczby odznaczonych Krzyżem Niepodległości 35 258 osób, odznaczono 57 ochotników z Ameryki. Zaplanowaną akcję nadawania odznaczeń tym weteranom pogrzebał wybuch wojny.
| Obsada personalna i struktura organizacyjna w marcu 1939 | Obsada personalna i struktura organizacyjna w marcu 1939 |
| Stanowisko                                               | Stopień imię i nazwisko                                  |
| Dowództwo                                                | Dowództwo                                                |
| -------------------------------------------------------- | -------------------------------------------------------- |
| dowódca pułku                                            | płk Józef I Frączek                                      |
| I zastępca dowódcy                                       | ppłk dypl. Aleksander Jędruch                            |
| adiutant                                                 | kpt. Andrzej Paluch                                      |
| naczelny lekarz                                          | kpt. dr Augustyn Szozda                                  |
| młodszy lekarz                                           | ppor. lek. Jerzy Ginelli                                 |
| II zastępca dowódcy (kwatermistrz)                       | mjr Tadeusz Gołąb                                        |
| oficer mobilizacyjny                                     | kpt. Edward Eisele †1940 Bykownia                        |
| zastępca oficera mobilizacyjnego                         | kpt. adm. (piech.) Władysław Antoni Pucek                |
| oficer administracyjno-materiałowy                       | kpt. Jan Michniewicz                                     |
| oficer gospodarczy                                       | kpt. int. Feliks Wiktor Kański                           |
| oficer żywnościowy                                       | por. adm. (piech.) Antoni Pluta                          |
| oficer taborowy                                          | kpt. Tadeusz Wolfgang Zieliński                          |
| kapelmistrz                                              | ppor. adm. (kapelm.) mgr Tadeusz Głodziński              |
| dowódca plutonu łączności                                | por. Władysław Józef Podgórski                           |
| dowódca plutonu pionierów                                | por. Wojciech Kabza                                      |
| dowódca plutonu artylerii piechoty                       | kpt. Walenty Parat                                       |
| dowódca plutonu ppanc.                                   | ppor. Jan Rus                                            |
| dowódca oddziału zwiadu                                  | por. Stanisław Zabłocki                                  |
| I batalion                                               |                                                          |
| dowódca batalionu                                        | mjr Marian Władysław Kokular                             |
| dowódca 1 kompanii                                       | por. Wiktor Świercz                                      |
| dowódca plutonu                                          | ppor. Józef Gargasz                                      |
| dowódca 2 kompanii                                       | kpt. kontr. Gedwan Chundadze                             |
| dowódca plutonu                                          | ppor. Zygmunt Czeszejko-Sochacki                         |
| dowódca plutonu                                          | ppor. Cezary Grabowski                                   |
| dowódca 3 kompanii                                       | kpt. adm. (piech.) Józef Ciapka                          |
| dowódca plutonu                                          | por. Mieczysław Czyżewski                                |
| dowódca plutonu                                          | ppor. Mieczysław Michał Chmiel                           |
| dowódca 1 kompanii km                                    | kpt. Michał Dowgielewicz                                 |
| dowódca plutonu                                          | ppor. Kazimierz Gajewski                                 |
| dowódca plutonu                                          | ppor. Felicjan Pawlak                                    |
| II batalion                                              |                                                          |
| dowódca batalionu                                        | mjr Aleksander Nowosielski                               |
| dowódca 4 kompanii                                       | kpt. Jan Żakiewicz                                       |
| dowódca plutonu                                          | ppor. Stefan Leon Grajewski                              |
| dowódca 5 kompanii                                       | p.o. por. Zenon Minkiewicz                               |
| dowódca plutonu                                          | ppor. Adrian Borkowski                                   |
| dowódca 6 kompanii                                       | p.o. por. Zbigniew Tadeusz Walczyk                       |
| dowódca plutonu                                          | ppor. Leonid Teliga                                      |
| dowódca 2 kompanii km                                    | kpt. Stanisław Wacław Kulawik                            |
| dowódca plutonu                                          | por. Tadeusz Józef Romanowski                            |
| dowódca plutonu                                          | ppor. Józef Baumann                                      |
| III batalion                                             |                                                          |
| dowódca batalionu                                        | mjr Tadeusz Grzeszczyński                                |
| dowódca 7 kompanii                                       | kpt. Roman Julian Szpindura                              |
| dowódca plutonu                                          | por. Józef Bartkowiak                                    |
| dowódca 8 kompanii                                       | kpt. Edmund Danielewski                                  |
| dowódca plutonu                                          | ppor. Stanisław Franciszek Midura                        |
| dowódca plutonu                                          | chor. Andrzej Rozynek                                    |
| dowódca 9 kompanii                                       | kpt. Antoni Brodnicki                                    |
| dowódca plutonu                                          | por. Antoni Bartłomiej Gąsowski                          |
| dowódca plutonu                                          | ppor. Stanisław II Mazur                                 |
| dowódca 3 kompanii km                                    | kpt. Stefan Dziekoński                                   |
| dowódca plutonu                                          | por Stefan Piotr Bilski                                  |
| dowódca plutonu                                          | ppor. Józef Tucki                                        |
| dowódca plutonu                                          | chor. Piotr Lipiński                                     |
| na kursie                                                | kpt. Michał Franciszek Burzyński                         |
| na kursie                                                | por. Marcin Józef Bochenek                               |
| na kursie                                                | por. Antoni Słomski                                      |
| na kursie                                                | por. Tadeusz Białek                                      |
| Dywizyjny Kurs Podchorążych Rezerwy 13 DP                |                                                          |
| dowódca                                                  | mjr Rolke Brunon                                         |
| dowódca plutonu                                          | kpt. Tomasz Srokowski (45 pp)                            |
| dowódca plutonu                                          | por. Wilhelm Auterhoff                                   |
| dowódca plutonu                                          | por. Edwin Bednarek                                      |
| dowódca plutonu                                          | por. Tadeusz Bryłka (43 pp)                              |

## 44 pp w kampanii wrześniowej

### Mobilizacja
Pułk rozpoczął mobilizację alarmową w grupie zielonej w dniu 14 sierpnia, o godz. 24.00 w czasie Z+18 do Z+36 w garnizonie Równe. Oprócz mobilizacji własnych pododdziałów na etatach wojennych, zmobilizowano dywizyjną kompanię kolarzy nr 22 w czasie Z+44. Do pułku przybyli rezerwiści w dużym procencie wywodzący się z mniejszości narodowych oraz w wielu przypadkach niezgodnie z przewidzianymi specjalnościami wojskowymi. Uzbrojenie i sprzęt pobrano zgodnie z należnościami etatowymi. I batalion mobilizowano poza koszarami, we wsi Szpanów koło Równego. 17 sierpnia 44 pp został załadowany na dworcu w Równem do transportów kolejowych i poprzez Kowel, Brześć n/B, Siedlce, Warszawę, Kutno, Toruń przewieziony został w rejon koncentracji 13 Dywizji Piechoty na wschód od Bydgoszczy. Wyładowany w dniu 18 sierpnia w Bydgoszczy Fordonie, przeszedł do miejsca nowej dyslokacji i zakwaterowania. Dowództwo pułku w Bartodziejach Wielkich, I batalion w hucie szkła Przeździeckiego, II batalion w Kapuściskach Małych i Bartodziejach Wielkich, III batalion w tartaku państwowym i nieczynnej cegielni na południe od stacji Kapuściska. Przystąpiono do szkolenia, przetasowania żołnierzy pomiędzy pododdziałami, w ramach pułku w wojskowych specjalnościach. Stwierdzono wzmożoną akcję dywersyjną i propagandową ze strony miejscowej ludności pochodzenia niemieckiego. 44 pp wraz z macierzystą 13 DP wszedł w skład Korpusu Interwencyjnego. W ramach planowanych działań, 44 pp z dywizjonem I/13 pułku artylerii lekkiej, 22 kompanią kolarzy i 2 pułkiem szwoleżerów pod dowództwem płk. Wacława Szalewicza miał osłaniać działania KI na Gdańsk, od strony Prus Wschodnich. Realizując nowy rozkaz Naczelnego Wodza z dnia 31 sierpnia o likwidacji Korpusu Interwencyjnego, 1 września w godzinach popołudniowych 44 pułk piechoty podjął marsz do dworca w Bydgoszczy. Nocą 1/2 września pułk został załadowany do transportów kolejowych i wyruszył nimi przez Toruń, Włocławek, Kutno, Łowicz, Skierniewice w rejon Koluszek.

### Działania bojowe 44 pp

#### Bitwa pod Tomaszowem Mazowieckim
W trakcie załadunku i przejazdu transportów przez Kutno i Łowicz, żołnierze pułku byli świadkami bombardowań lotniczych, a także uszkodzenia linii kolejowych. Wyładunek z transportów kolejowych przebiegał następująco: w nocy 3/4 września na stacji Rokiciny dowództwo pułku i I batalion, 4 września w godz. 13.00–14.00 w Koluszkach II batalion, a w Regnach III batalion. Wieczorem 4 września dotarły do Koluszek pododdziały pułkowe. W trakcie wyładunku II i III batalionu rejon ten bombardowało niemieckie lotnictwo, jednak obeszło się bez strat. Wyładunek pułku i innych oddziałów 13 DP osłaniała dywizyjna 13 bateria artylerii plot. 44 pp w składzie macierzystej 13 DP wszedł w skład Odwodowej Armii „Prusy”. Pułk skoncentrowano w lesie Jelenia Góra na północ od Regn. Z chwilą przyjazdu pułk nie otrzymał zaopatrzenia z organów kwatermistrzowskich Armii „Prusy” a ze sztabu armii otrzymał tylko jedną mapę. Nocą 4/5 września strzelcy Legii Amerykańskiej podjęli wraz z dywizjonem II/13 pal marsz do lasów na północny zachód od Tomaszowa Mazowieckiego. Po osiągnięciu nakazanego rejonu o godz. 7.00 5 września, dowódca armii zadysponował bataliony II i III do lasu koło wsi Kaczka, a I batalion do lasu koło Bronisławowa, nie powiadamiając dowództwa 13 DP. Dowódca armii gen. dyw. Stefan Dąb-Biernacki zmienił koncepcję obrony Tomaszowa i kierunku warszawskiego, planowanego przez dowództwo 13 DP. W wyniku narzuconego ugrupowania, w jego środku została 7 km luka. 44 pp został zatrzymany w odwodzie dywizji, z II i III batalionem w lesie koło Luboszewa-Jabłoni, a I batalion na północ od Skrzynek w rejonie wsi Bronisławów–Zaosie. Dowództwo pułku z częścią pododdziałów pułkowych rozlokowało się w gajówce Chrzemce. Do pułku została przydzielona bateria 6/13 pal. Na własną rękę usiłowano zdobyć zaopatrzenie, żołnierze głodowali. W sąsiednim lesie Lubochnia rozlokowano tabory 44 pp, 43 pp i 13 pal.
Od godzin porannych 6 września 44 pułk strzelców był atakowany przez lotnictwo niemieckie; poniesiono małe straty, ale wprowadziło to zamęt w zaprzęgach konnych. O godz. 18.00 II i III batalion, wraz z dywizjonem 13 pal, na rozkaz dowódcy dywizji podjęły marsz na skrzydło północne 43 pp, celem osłony przed prawdopodobnym oskrzydleniem pozycji 13 DP od strony północnej. W tym czasie część niemieckich oddziałów z 1 i 4 Dywizji Pancernych wjechało w lukę pomiędzy liniami obronnymi pierwszorzutowych 43 pp i 45 pp. Czołgi niemieckie zlikwidowały lub rozbiły będące w luce punkty obserwacyjne artylerii, a następnie uderzyły na stanowiska ogniowe baterii artylerii, która to ogniem na wprost rozbiła kilkanaście czołgów. Następnie czołgi niemieckie częściowo rozbiły broniące się baterie artylerii, z których część zdołała wycofać się. W lesie Lubochnia zostały zaatakowane stojące tam tabory, które wprowadziły swoją paniczną ucieczką bałagan i nieład. Uciekające tabory 13 DP, cofające się grupy rozbitków oraz taborów 19 DP i 29 DP dopełniły skali chaosu i narastającej paniki. O godz. 19.00 maszerujące w kierunku miejscowości Skrzynki-Małecz, na wschód od toru kolejowego Koluszki–Tomaszów Maz., oba bataliony 44 pułku zostały ogarnięte przez tę uciekającą masę taborów i żołnierzy rozbitków. Kolumny batalionów zostały rozerwane i rozproszone; część żołnierzy została porwana przez uciekinierów. O godz. 23.00 pułk otrzymał rozkaz odwrotu. I batalion pododdziały pułkowe wraz z baterią 6/13 pal bez walki pomaszerowały w kierunku wsi Glinnik i lasów spalskich. III i II bataliony przekroczyły szosę warszawską w przerwach pomiędzy niemieckimi kolumnami zmotoryzowanymi.
O świcie 7 września pułk zajął obronę; I batalion zajął pozycje na zachodnim skraju wsi Glinnik, III batalion zajął stanowiska w rejonie wsi Dąbrowa do szosy spalskiej. II batalion, który poniósł największe ubytki, został w odwodzie 1,5 km za batalionami pierwszorzutowymi. Ok. godz.11.00 na pozycje obronne 44 pułku uderzyła grupa ok. 60 czołgów wspartych artylerią z niemieckiej 1 DPanc. Główne uderzenie skierowane zostało na obronę batalionu I/44 pp. Po dwóch godzinach walk I batalion został zmuszony wycofać się z Glinnika na zachodni skraj lasu spalskiego. Batalion poniósł ciężkie straty. Zajął stanowiska na skraju lasu na wysokości wsi Konewki i przedłużył obronę wprowadzonego do I rzutu II batalionu. III i II batalion odparły wszystkie natarcia i utrzymały swoje stanowiska, kompania przeciwpancerna zniszczyła kilka niemieckich czołgów. O godz. 15.30 44 pułk strzelców pod ostrzałem niemieckim rozpoczął odwrót za Pilicę. Ze względu na wysadzenie mostu w Spale, część pułku, w sile dwóch niepełnych batalionów, podjęła przeprawę po kładkach lub wpław; utracono dużą część broni ciężkiej i sprzętu. Ta część pułku po przeprawie skierowała się do lasu koło miejscowości Brzustów za Pilicą. Pozostała część pułku z dowództwem, pododdziałami specjalnymi i niepełnym batalionem przekroczyła Pilicę w Inowłodzu i pomaszerowała do lasów Brudzewice.

#### Przedzieranie się ku Wiśle
8 września, na rozkaz gen. dyw. Stefana Dąba-Biernackiego, w ramach 13 DP 44 pp podjął marsz ku Wiśle. Pułk maszerował w dwóch grupach. Ze względu na wyznaczenie płk. Józefa Frączka na stanowisko dowódcy piechoty 13 DP, dowództwo tej części pułku objął kpt. Walenty Parat. Z tej części zorganizowano zbiorczy batalion 44 pp z 2 armatami piechoty, 4 armatami ppanc. i 16 ckm. Trwał powolny marsz ku Wiśle, po zatłoczonych i wąskich leśnych drogach; żołnierze nadal pozostali bez zaopatrzenia. Po południu 8 września batalion zbiorczy kpt. Walentego Parata dotarł w okolice Klwowa, tocząc potyczki z niemieckimi dywersantami i niemieckimi patrolami pancerno-motorowymi. Batalion podjął dalszy marsz w kolumnie głównej dywizji, pod dowództwem płk. dypl. Władysława Zubosz-Kalińskiego, w nocy 8/9 września z Ulowa w kierunku Dąbrówka, Stawiszyn, który osiągnięto przed południem 9 września. Kolumna była dwukrotnie atakowana przez niemieckie lotnictwo. Pozostała grupa 44 pp, po odpoczynku w lesie pod Brzustowem, podjęła 7 września marsz na wschód, docierając rano 8 września do lasów w rejonie Brudziewic. Grupa ta nie dołączyła do pozostałej części pułku i macierzystej dywizji. W nocy 8 września dotarła do lasu na południe od Łęgonic na południowy zachód od Nowego Miasta. 9 września rano zgrupowanie dotarło w rejon Kostrzynia i rozkazem dowódców batalionów zostało rozwiązane. Oba bataliony rozeszły się, pozostawiając broń i sprzęt. Nieliczne grupy podjęły marsz ku Wiśle, osiągając ją w okresie 10–13 września, a nieliczni jeszcze 20 września. Większość żołnierzy rozeszła się do domów lub dostała się do niemieckiej niewoli.
Ponowny marsz podjął batalion zbiorczy 44 pp w kolumnie 13 DP wieczorem 9 września przez Pągowiec, Dobieszyn, Głowaczów i Ryczywół do mostu w Maciejowicach. 10 września na zajęty przez oddziały 1 Dywizji Lekkiej Głowaczów natarcie wykonał batalion zbiorczy 44 pp wsparty przez czołgi 1 batalionu czołgów lekkich. Batalion wspólnie z czołgistami zdobył po dwugodzinnej walce Głowaczów. Następnie batalion odszedł do lasów Wygoda koło Studzianek. W godzinach popołudniowych 10 września, na rozkaz dowódcy 13 DP, w oddziałach zniszczono sprzęt i bron ciężką. W trakcie marszu nocnego 10/11 września batalion został ostrzelany przez niemieckie czołgi i samochody pancerne oraz niemiecką obsadę Ryczywołu ogniem broni maszynowej i armatnim i rozproszył się. Większość żołnierzy powtórnie zebrano; podczas przeprawy na łodziach i pontonach batalion był atakowany przez niemieckie lotnictwo. 

#### Walki nad Wisłą
Przeprawiono ok. 200 żołnierzy 44 pp, zebrano w zbiorczą kompanię kpt. Parata i wcielono do batalionu zbiorczego 13 DP pod dowództwem kpt. Rzeczkowskiego. Część żołnierzy 44 pp, z uwagi na rozgłaszane przez dywersantów fałszywe rozkazy, pomaszerowała do garnizonu pułku w Równem. Przez następne dni ściągano zza Wisły broń i amunicję. Kompania 44 pp, wraz z batalionem kpt. Rzeczkowskiego, broniła 15 września po południu Łaskarzewa. Odparto atak trzech niemieckich czołgów, po czym kompania wycofała się. Dalsze walki 16 września batalion zbiorczy 13 DP stoczył o Maciejowice i Domaszew, z których został wyparty przez oddziały niemieckie. Wieczorem 16 września batalion wraz z kompanią kpt. Parata pomaszerował ku Warszawie.
Dalszy marsz resztek 13 DP wiódł 17 września przez Pogorzel, 18 września przez Emów pod Wiązowną, 19 września przedarto się do Falenicy, gdzie zajęto obronę okrężną. Batalion zbiorczy 13 DP, w tym kompanię 44 pp kpt. Parata, wspierały armaty 3 dak. Kompania broniła prawej części odcinka północnego, obok Sanatorium im. Władimira Medema. Od godz. 9.40 był ostrzeliwany przez ogień artylerii, a o godz. 10.30 atakowany przez niemiecki batalion piechoty, który odparto. O godz. 13.30 nastąpił powtórny szturm niemieckiej piechoty wspartej czołgami. Po odparciu wszystkich natarć niemieckich zniszczono broń ciężką i kolumną przebijano się ku Wiśle, a następnie do Warszawy. Na skraju Miedzeszyna, podczas przekraczania torów kolejowych, kolumna została ostrzelana z broni maszynowej przez niemieckie placówki i uległa rozproszeniu. Część dotarła do Warszawy, część kluczyła po okolicznych lasach, błądziła i dostała się do niewoli, gdzie niektórzy żołnierze zostali rozstrzelani. Grupa 160 żołnierzy, z kpt. Walentym Paratem, 20 września stoczyła w Zerzniu tragiczną walkę do ostatniego naboju. Poległo 107 żołnierzy, a reszta dostała się do niemieckiej niewoli wraz z dowódcą. Ci z żołnierzy 44 pp, którzy przedarli się do Warszawy, 21 września weszli w skład odtworzonej 13 DP, która była odtwarzana na Czerniakowie, a od 26 września na Żoliborzu. Skapitulowali wraz z załogą Warszawy.

### Działania bojowe odtworzonego 44 pp
Dowódca piechoty 13 DP płk Wacław Szalewicz dotarł do Lublina rano 12 września. Dowódca Armii „Lublin” gen. dyw. Tadeusz Piskor wydał mu rozkaz udania się do Chełma Lubelskiego, zorganizowania obrony miasta i stworzenia kordonu z żandarmerii i oficerów celem zbierania żołnierzy i odtwarzania jednostek bojowych. W dniach 13–16 września kordon wychwytujący, rozwinięty od Janowa Lubelskiego do Lublina, wcielał zatrzymanych żołnierzy do odtwarzanych jednostek z Armii „Prusy”. Przystąpiono do odtwarzania również 44 pułku piechoty, w składzie XIII Brygady Piechoty. Podstawą do odtworzenia pułku był Oddział Zbierania Nadwyżek 7 pułku piechoty Legionów w sile 1,5 batalionu piechoty pod dowództwem mjr Czeszejko-Sochackiego. 13 września na rozkaz płk. Szalewicza oddział ten udał się do Horodyszcza, celem zamknięcia drogi na Sawin. Tam kierowano rozbitków, głównie z 44 pp, przemieszczających się od Wisły. 44 pp liczył dwa bataliony i pododdziały pułkowe pod dowództwem płk. Józefa Frączka. W składzie XIII BP i wraz z XIX Brygadą Piechoty wszedł w skład Kombinowanej Dywizji gen. bryg. Jerzego Wołkowickiego.
17 września pułkowy pluton kolarzy patrolował odcinek Zawoda-Grabowiec. 18 września 44 pp maszerował ze wsparciem baterii haubic 155 mm w kierunku Hrubieszowa jako straż przednia XIII BP. Po południu pułk zajął Hrubieszów i 19 września rozpoznawał w kierunku na Włodzimierz Wołyński. 20 września o świcie 44 pp pomaszerował w kolumnie brygady jako oddział przedni, przez Mircze, Starą Wieś, Telatyń. W Telatynie szpica przednia zlikwidowała bojówki ukraińskie ostrzeliwujące oddziały WP. Tu pułk zatrzymał się na postój.

#### Udział w bitwie pod Tomaszowem Lubelskim
21 września XIII BP podjęła dalszy marsz, przez Żerniki i Podlodów; w trakcie marszu pułk dla wsparcia 43 pp wykonał natarcie na wieś Grodysławice, ale oddziały niemieckie wycofały się z niej wcześniej. Na noc pułk pozostał w Podlodowie. 22 września od rana 44 pp, wraz z pozostałą częścią dywizji i sąsiednią 1 DP Leg., uderzył w kierunku Tomaszowa Lubelskiego na niemiecką 28 DP. 44 pp ze wsparciem 4 i 6 baterii 9 pac wykonał natarcie jednym batalionem na Podhorce, a drugim batalionem na wzg. 349, tzw. „Białą Górę”. Bataliony poniosły starty, szczególnie duże nacierający na „Białą Górę”, jako że atakował on na odkrytym terenie.
23 września o godz. 8.00 do natarcia przeszły oddziały niemieckie i sąsiednia 1 DP Leg. została rozbita przez niemiecką 8 DP. Dywizja Kombinowana została zaatakowana przez niemiecką 28 DP wspartą czołgami 2 DPanc. od strony Tomaszowa Lub. XIII BP odparła niemieckie natarcie; 44 pp bronił się koło wsi Justynówki i Podhorce, ze wsparciem baterii 4/9 pac i 6/9 pac. Grupa płk. Mariana Ocetkiewicza została rozbita przez niemiecką 2 DPanc. Sąsiednia XIX BP, po uderzeniu na nią, została rozdzielona; jej pułki wycofały się w dwóch rozbieżnych kierunkach. 44 pułk piechoty przystąpił do planowego natarcia, które zaległo po przejściu około kilometra w ostrzale z broni maszynowej z flanki, gdzie powinny znajdować się inne nacierające oddziały. Na tyły pułku dostały się niemieckie czołgi, które zdezorganizowały pododdziały tyłowe i tabory. Z uwagi na brak broni przeciwpancernej, drugorzutowe kompanie zostały rozbite. Widząc odcięcie od tyłów, żołnierze pierwszorzutowych kompanii rozpierzchli się. Część rozbitych żołnierzy dołączyła do pozostałości XIII BP, XXIX BP oraz do 39 DP rez. i resztek 10 DP. Wraz z tymi jednostkami walczyli jeszcze 24 września o Krasnobród i Podklasztor. 25 i 26 września próbowali przedrzeć się do Puszczy Solskiej, na Górecko Stare i Brzeziny. Większość żołnierzy rozeszła się do domów. 27 września pozostali w szeregach złożyli broń na rynku w Tereszpolu Zaorendzie.         
Obsada dowódcza odtworzonego 44 pp w okresie 13-23 IX 1939
- Dowódca pułku - płk Józef Frączek
- I adiutant pułku - kpt. Andrzej Paluch
- II adiutant pułku - por. Zenon Minkiewicz
- kwatermistrz - kpt. Edmund Danielewski
- dowódca plutonu kolarzy - NN
- dowódca II batalionu - mjr Piotr Nowosielski[76]
- dowódca 4 kompanii strzeleckiej - kpt. Jan Żakiewicz[76]
- dowódca 5 kompanii strzeleckiej - por. Adam Borkowski
- dowódca 6 kompanii strzeleckiej por. Stefan Bilski
- dowódca III batalionu - mjr Tadeusz Grzeszczyński
- adiutant batalionu - ppor. Stefan Leon Grajewski[77]
- dowódca 7 kompanii strzeleckiej - por. Edwin Bednarek
- dowódca 8 kompanii strzeleckiej - por. Antoni Gąsowski
- dowódca 9 kompanii strzeleckiej - kpt. Antoni Brodnicki

### Oddziały II rzutu mobilizacyjnego 44 pp

#### Oddział Zbierania Nadwyżek 44 pp
Po mobilizacji pułku i wyjeździe jego na zachód w koszarach 44 pp pozostały nadwyżki żołnierzy, które zostały znacznie powiększone od chwili ogłoszenia mobilizacji powszechnej i wybuchu wojny. Dowództwo OZN 44 pp sprawował mjr Tadeusz Gołąb. Na jego rozkaz, w pierwszych dniach po wybuchu wojny, przeniesiono stan osobowy oddziału, broń, wyposażenie i wszelkie mienie pułku do wsi, majątku i fortu Szpanów koło Równego. W koszarach pozostawiono pododdział wartowniczy oraz kompanię ckm do obrony przeciwlotniczej koszar i części miasta pod dowództwem ppor. Wilhelma Auterhoffa. 7 września miał miejsce pierwszy nalot lotnictwa niemieckiego na miasto i jego obiekty wojskowe i komunikacyjne. Naloty odbywały się niemal codziennie. W pierwszych dniach września OZN 44 pp wszedł w skład Ośrodka Zapasowego 13 Dywizji Piechoty pod dowództwem ppłk. Kazimierza Czarneckiego. 13 września Równe i okolice były trzykrotnie bombardowane. 14 września z wyznaczonych żołnierzy 44 pp i 45 pp sformowano bojowy batalion piechoty pod dowództwem ppłk. Jana Wańtucha, nazywany później batalion piechoty „Równe”, który skierowano jako osłonę Dubna. Wszedł on w skład  Grupy „Dubno”.
17 września o godz. 4.30 sowieckie samoloty zrzuciły na koszary ulotki. W kierunku Równego skierowano z sowieckiej 45 Dywizji Strzelców grupę szybką, w składzie batalionu piechoty doraźnie zmotoryzowanego i wzmocnionego czołgami, celem opanowania miasta. Został on ostrzelany ogniem artylerii przez pociąg pancerny nr 51 „Pierwszy Marszałek”, prowadzący rozpoznanie na rzecz pułku KOP „Sarny”. Garnizon Równego, na rozkaz Komendanta Miasta ppłk. Rudolfa Ksieniewicza, i pozostające w mieście pododdziały otrzymały rozkaz kapitulacji przed wkraczającą do miasta sowiecką 45 DS. Sprzeciwił się temu por. Wilhelm Auterhoff z 44 pp, który wybrał ze swojego pododdziału ochotników i udał się na zachód, dołączając 19 września do macierzystego odtworzonego 44 pp w Hrubieszowie. 18 września, na północ i zachód od Równego, działania wojsk sowieckich spowalniał ostrzał pociągu pancernego nr 51. O godz. 8.30 ostrzelał on sowiecką kolumnę zaopatrzeniową jadącą do Kostopola; zniszczono kilka samochodów pancernych, ciągników gąsiennicowych i kilkanaście ciężarówek. Dzięki tym działaniom pododdziały wywodzące się z OZ 13 DP, sformowane z OZN 44 pp pod dowództwem mjr. Tadeusza Gołębia, odmaszerowały na północny zachód likwidując 18 września dywersantów i grupy uzbrojonych Ukraińców. 18 września po południu oddział 44 pp mjr. Gołębia został otoczony w rejonie Łucka, rozbrojony i w większości wzięty do niewoli. Część żołnierzy, którzy zbiegli, dołączyli do Grupy „Dubno” lub Samodzielnej Grupy Operacyjnej „Polesie”. Nieliczni przedostali się do Rumunii lub na Węgry.         

#### Batalion marszowy 44 pp
W ramach mobilizacji powszechnej w I rzucie do 4 dnia jej trwania w Kadrze Zapasowej Piechoty „Włodzimierz” zmobilizowano batalion marszowy 44 pp. Prawdopodobnie batalion marszowy przeszedł wraz z pozostałymi zmobilizowanymi w KZP „Włodzimierz” batalionami i uzupełnieniami marszowymi oraz zmobilizowanym dowództwem Ośrodka Zapasowego 13 Dywizji Piechoty w okolice Równego, gdzie podjęto dalsze czynności.  
| Struktura organizacyjna i obsada personalna we wrześniu 1939 | Struktura organizacyjna i obsada personalna we wrześniu 1939              |
| Stanowisko                                                   | Stopień, imię i nazwisko                                                  |
| Dowództwo                                                    | Dowództwo                                                                 |
| ------------------------------------------------------------ | ------------------------------------------------------------------------- |
| dowódca                                                      | płk Józef Frączek (do 8 IX 1939) kpt. Walenty Parat                       |
| I adiutant                                                   | kpt. Andrzej Paluch                                                       |
| II adiutant                                                  | por. Zenon Minkiewicz                                                     |
| oficer informacyjny                                          | ppor. Wiktor Świercz                                                      |
| oficer łączności                                             | Józef Celica                                                              |
| kwatermistrz                                                 | kpt. Edmund Danielewski                                                   |
| oficer płatnik                                               | NN                                                                        |
| oficer żywnościowy                                           | NN                                                                        |
| naczelny lekarz                                              | kpt. lek. dr Augustyn Szozda                                              |
| kapelan                                                      | ks. Władysław Świderek                                                    |
| dowódca kompanii gospodarczej                                | NN                                                                        |
| I batalion                                                   |                                                                           |
| dowódca I batalionu                                          | mjr Marian Władysław Kokular                                              |
| adiutant batalionu                                           | ppor. rez. Józef Bauman                                                   |
| dowódca 1 kompanii strzeleckiej                              | kpt. Stanisław Czyżewski                                                  |
| dowódca 2 kompanii strzeleckiej                              | kpt. Gedeon Chundadze                                                     |
| dowódca 3 kompanii strzeleckiej                              | por. Mieczysław Czyżewski                                                 |
| dowódca 1 kompanii ckm                                       | kpt. Michał Dowgielewicz                                                  |
| II batalion                                                  |                                                                           |
| dowódca II batalionu                                         | mjr Aleksander Nowosielski                                                |
| dowódca 4 kompanii strzeleckiej                              | kpt. Jan Żakiewicz (zm. 25 XII w Lublinie w następstwie odniesionych ran) |
| dowódca 5 kompanii strzeleckiej                              | por. Adam Borkowski                                                       |
| dowódca 6 kompanii strzeleckiej                              | kpt. Tadeusz Wolfgang Zieliński (do 7 IX 1939) por. Stefan Bilski         |
| dowódca 2 kompanii ckm                                       | por. Marcin Józef Bochenek                                                |
| III batalion                                                 |                                                                           |
| dowódca III batalionu                                        | mjr Tadeusz Grzeszczyński                                                 |
| adiutant batalionu                                           | ppor. Stefan Grajewski                                                    |
| dowódca 7 kompanii strzeleckiej                              | por. Edwin Bednarek                                                       |
| dowódca 8 kompanii strzeleckiej                              | por. Antoni Bartłomiej Gąsowski                                           |
| dowódca 9 kompanii strzeleckiej                              | kpt. Antoni Brodnicki                                                     |
| dowódca 3 kompanii ckm                                       | kpt. Stefan Dziekoński                                                    |
| Pododdziały specjalne                                        |                                                                           |
| dowódca kompanii przeciwpancernej                            | kpt. Stanisław Wacław Kulawik                                             |
| dowódca plutonu artylerii piechoty                           | kpt. Walenty Parat                                                        |
| dowódca kompanii zwiadowców                                  | por. Stanisław Zabłocki                                                   |
| dowódca plutonu pionierów                                    | por. Wojciech Kabza                                                       |
| dowódca plutonu przeciwgazowego                              | ppor. rez. Marian Chladek                                                 |
| Przydziały nieustalone                                       |                                                                           |
| dowódca plutonu                                              | por. piech. rez. Antoni Pietrzak                                          |

## Symbole pułkowe

### Sztandar

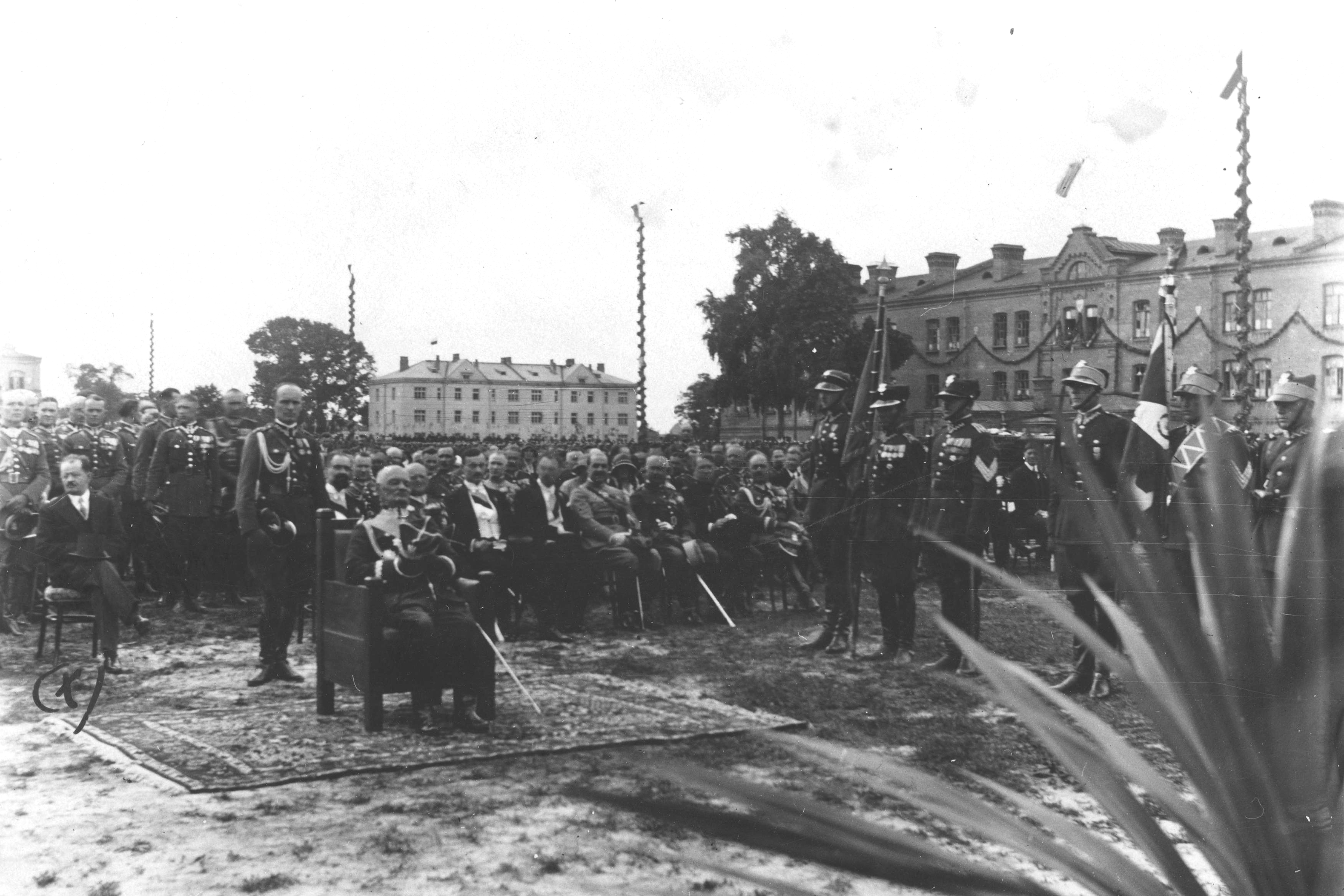
Uroczystość wręczenia sztandarów 44 pp i 45 pp w Równem 14 czerwca 1931 – msza polowa.

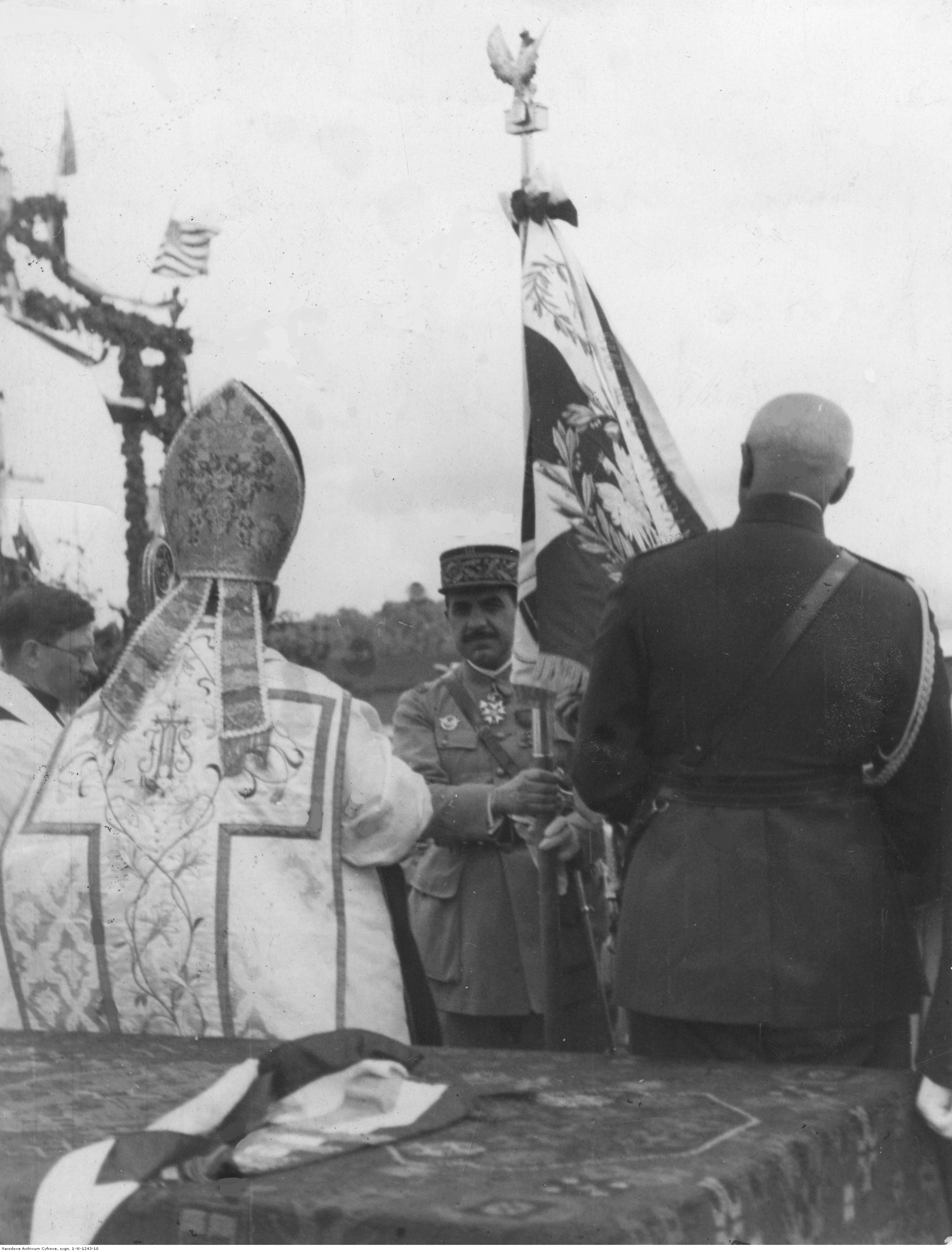
Wręczenie sztandarów 44 pp i 45 pp w Równem. Generał Victor Denain ze sztandarem ofiarowanym pułkowi.

22 czerwca 1918 w Dienville pułk otrzymał chorągiew ofiarowaną przez miasto Verdun. Chorągiew wręczył dowódcy pułku, pułkownikowi Ryszardowi Bereckiemu, Prezydent Republiki Francuskiej Raymond Poincaré, w obecności prezesa Komitetu Narodowego w Paryżu, Romana Dmowskiego.
Fundatorem nowego sztandaru było także miasto Verdun. Przepisowy sztandar wręczył pułkowi 14 czerwca 1931 gen. dyw. Jan Romer. Na uroczystości gościł Prezydent RP Ignacy Mościcki. Obecne były władze miasta, przedstawiciele duchowieństwa z ks. biskupem Stanisławm Gallem celebrującym mszę polową, delegacja rządu Republiki Francuskiej i przedstawicielstwa Paryża oraz Verdun, których mieszkańcy powtórnie ufundowali sztandary dla pułku. O 12.00 odbyła się defilada wojskowa, a potem żołnierski obiad. Po południu miały miejsce zawody wojskowe, a wieczorem uroczystości kończył bankiet.
Opis sztandaru
Sztandar został wykonany zgodnie z wzorem określonym w rozporządzeniu Prezydenta Rzeczypospolitej z dnia 13 grudnia 1927 o godłach i barwach państwowych oraz o oznakach, chorągwiach i pieczęciach. Na prawej stronie płata znajdował się amarantowy krzyż, w środku którego wyhaftowano orła w wieńcu laurowym. Na białych polach, pomiędzy ramionami krzyża, znajdowały się cyfry 44 w wieńcach laurowych.
Na lewej stronie, na środku krzyża, w wieńcu laurowym, widniał napis HONOR I OJCZYZNA, a między ramionami krzyża w rogach płatu znajdowały się na tarczach – herb Wołynia, miniatura sztandaru 2 pułku strzelców pieszych, herb Verdun. Na ramionach krzyża znajdowały się napisy z nazwami miejscowości i datami głównych bojów pułku. Pod orłem na drzewcu zawiązana była kokarda ze wstęgi biało-czerwonej.
Losy sztandaru po 1939 nie są znane

### Odznaka pamiątkowa
Zatwierdzona Dz. Rozk. MSWojsk. nr 17, poz. 202 z 7 czerwca 1930 roku. Odznakę stanowi srebrny krzyż pokryty błękitną emalią. Na ramionach krzyża numer i inicjały dawnego 2 pułku strzelców polskich oraz inicjały i data jego powstania 2 PSP 13 III 1918. Środek odznaki stanowi wygięta w koło srebrna trąbka strzelecka, wewnątrz której wpisano numer 44. Krzyż nałożony jest na romb. Oficerska - dwuczęściowa, wykonana w srebrze, emaliowana, łączona czterema nitami. Wymiary: 4lx31 mm. Wykonanie: Wiktor Gontarczyk - Warszawa.
Odznakę nadawał dowódca pułku, a z racji pełnionej funkcji, automatycznie przysługiwało mu prawo jej noszenia. Nadanie odznaki ogłaszano w rozkazie dziennym pułku, wręczenie odbywało się w dniu jego święta lub w terminie zwolnienia rocznika do rezerwy. Prawo do jej noszenia mieli oficerowie i żołnierze, służący w pułku co najmniej rok podczas wojny lub byli na froncie przez 3 miesiące. W czasie pokoju: oficerowie i podoficerowie zawodowi po odsłużeniu 2 lat, oficerowie niezawodowi – po odsłużeniu jednego roku w stopniu oficera lub szeregowego albo po odbyciu 2 ćwiczeń rezerwy. Mogli też nosić odznakę inni żołnierze, cywile lub osoby prawne zasłużone dla pułku. Odznakę noszono na lewej piersi, na gwintowanym sztyfcie, 4 cm poniżej guzika górnej kieszeni lub na wysokości trzeciego guzika kurtki (starego wzoru). Prawo do noszenia odznaki tracili skazani wyrokiem sądowym za dezercję lub inne czyny karane więzieniem, wykluczeni orzeczeniem oficerskiego sądu honorowego.

## Strzelcy kresowi

### Dowódcy i zastępcy dowódcy pułku
| Stopień, imię i nazwisko                | Okres pełnienia służby     | Kolejne stanowisko                    |
| Dowódcy pułku                           | Dowódcy pułku              | Dowódcy pułku                         |
| --------------------------------------- | -------------------------- | ------------------------------------- |
| mjr/ppłk Jan Jean Grabiński             | 13 III 1918 - 2 IV 1918    |                                       |
| płk Ryszard Edward Berecki              | 3 IV 1918 - I 1919         |                                       |
| ppłk Jan (Jean) Grabiński               | I 1919 - 21 VI 1919        |                                       |
| mjr Antoni Szylling                     | 21 VI 1919 - 30 IX 1920    |                                       |
| ppłk Stanisław Powroźnicki              | 30 IX 1920 - 18 X 1920     |                                       |
| ppłk Wilhelm Lawicz-Liszka              | XII 1920 - X 1921          |                                       |
| płk Rudolf Siwy                         | 1923 - † 15 IX 1924        |                                       |
| płk Mikołaj Korszun-Osmołowski          | 1924)                      |                                       |
| płk piech. Roman Witorzeniec            | 18 I 1925 - 23 X 1931      | dowódca piechoty dywizyjnej 17 DP     |
| płk Józef Werobej                       | XII 1931 - XII 1934        |                                       |
| ppłk dypl. Marian Porwit                | XII 1934 - 18 X 1936       |                                       |
| ppłk dypl. piech. Bolesław Ciechanowski | p.o. 18 X 1936 - 4 II 1937 |                                       |
| ppłk / płk Józef Frączek                | 4 II 1937 - IX 1939        |                                       |
| Zastępcy dowódcy pułku                  |                            |                                       |
| ppłk piech. Aleksander Potrykowski      | VII 1922 - IV 1924         | dowódca 54 pp                         |
| ppłk piech. Ludwik Okniński             | od VIII 1924               |                                       |
| ppłk piech. Rudolf Körner               | 20 I 1926 - 20 I 1928      | dyspozycja dowódcy OK II              |
| ppłk SG Franciszek Dudziński            | od I 1928                  |                                       |
| ppłk piech. Franciszek Smelkowski       | I 1930 – III 1932          |                                       |
| ppłk piech. Karol Świnarski             | III 1932 - VI 1933         | dowódca 2 pspodh                      |
| ppłk dypl. piech. Bolesław Ciechanowski | VI 1933 – 1938             | dowódca 64 pp                         |
| ppłk piech. Aleksander Jędruch          | 1939                       | szef Oddziału I Sztabu Armii „Kraków” |

### Żołnierze 44 pułku piechoty – ofiary zbrodni katyńskiej
Biogramy ofiar zbrodni katyńskiej znajdują się między innymi w bazach udostępnionych przez Ministerstwo Kultury i Dziedzictwa Narodowego oraz Muzeum Katyńskie.
| Stopień, nazwisko i imię       | zawód              | miejsce pracy przed mobilizacją        | zamordowany |
| ------------------------------ | ------------------ | -------------------------------------- | ----------- |
| mjr rez. Bilmin Stanisław      | inżynier rolnik    | właściciel ziemski                     | Katyń       |
| ppor. rez.Borkowski Tadeusz    | inżynier leśnik    | Nadleśnictwo Suraż                     | Katyń       |
| kpt. Brodnicki Antoni          | żołnierz zawodowy  | dowódca 9/44 pp                        | Charków     |
| ppor. rez.Chladek Marian       | handlowiec         |                                        | Charków     |
| ppor. rez.Chochlewicz Jan      | nauczyciel         | kier. szkoły w Główczynie              | Katyń       |
| ppor. rez.Cichocki Witold      | urzędnik           |                                        | Charków     |
| ppor. rez.Czarnecki Feliks     | prawnik            | Dyrekcja Poczt i Telegrafów w Lublinie | Katyń       |
| ppor. rez.Czerwonka Stanisław  | nauczyciel         | Szkoła Powszechna w Równem             | Katyń       |
| ppor. rez.Danielewski Edmund   |                    |                                        | ULK         |
| kpt. Dziekoński Stefan         | żołnierz zawodowy  | dowódca 3 kompanii ckm                 | ULK         |
| kpt. Ejzel Edward              | żołnierz zawodowy  | oficer mobilizacyjny 44 pp             | ULK         |
| por. rez. Glejh Włodzimierz    |                    |                                        | ULK         |
| ppor. rez.Godula Władysław     | nauczyciel         | kier. szkoły powszechnej w Równem      | Katyń       |
| ppor. rez.Gotfrid Hirsch       | handlowiec         |                                        | Katyń       |
| ppor. rez.Góral Bolesław       | student UJK        |                                        | Katyń       |
| ppor. rez.Grabowski Cezary     |                    |                                        | ULK         |
| Grabowski Witold               | urzędnik           | urząd skarbowy                         | Charków     |
| ppor. rez.Gumułka Jan          | nauczyciel         | kier. szkoły na Polesiu                | Charków     |
| ppor. rez.Hubert Jan           | urzędnik           |                                        | Charków     |
| ppor. rez.Jakubowski Stefan    | inżynier leśnictwa | Nadleśnictwo Solec                     | Katyń       |
| ppor. rez.Kapłański Henryk     | nauczyciel         |                                        | Katyń       |
| por. rez.Kotecki Marian Józef  |                    | PKO w Warszawie                        | Katyń       |
| st. sierż. Krzesaj Władysław   |                    |                                        | ULK         |
| kpt. Kulawik Stanisław         | żołnierz zawodowy  | dca 2 kkm; dca kppanc/44 pp            | Charków     |
| ppor. rez.Mazur Stanisław      |                    |                                        | Katyń       |
| kpt. rez. Mękarski Włodzimierz | nauczyciel         | Inspektorat Szkolny w Równem           | Katyń       |
| kpt. Michniewicz Jan           | żołnierz zawodowy  | oficer administracyjny 44 pp           | Katyń       |
| ppor. rez. Miżołębski Marian   | nauczyciel         | kier. szkoły w Dębszczyźnie            | Katyń       |
| por. rez. Edmund Nusbek        | księgowy           |                                        | Charków     |
| ppor. rez. Piskadło Wiktor     | absolwent WSH      |                                        | Katyń       |
| ppor. Pluta Antoni             | żołnierz zawodowy  | oficer żywnościowy 44 pp               | Katyń       |
| ppor. rez. Ptak Jan Romuald    | prawnik            | Starostwo                              | Katyń       |
| por. Pucek Władysław           | żołnierz zawodowy  | zastępca of. mob. 44 pp                | Charków     |
| por. Rutkowski Edward          | żołnierz zawodowy  | ?                                      | Katyń       |
| ppor. rez. Seweryn Kazimierz   | ekonomista         |                                        | Katyń       |
| ppor. rez. Siudak Tomasz       | urzędnik           | Urząd Skarbowy w Równem                | Katyń       |
| ppor. rez. Skoniecki Henryk    | nauczyciel         | szkoła w Hallerowie                    | Katyń       |
| ppor. rez. Szczuka Adam        |                    | drukarnia                              | Katyń       |
| ppor. rez. Szulimowski Jan     | mierniczy          |                                        | Katyń       |
| ppor. rez. Tarka Władysław     | prawnik            | Sąd Grodzki we Włodzimierzu Woł.       | Katyń       |
| ppor. rez. Zawrotnik Jerzy     |                    | Biuro Funduszu Pracy we Lwowie         | Katyń       |
| por. rez. Zdeb Marcin          |                    |                                        | Katyń       |